# Neo nyelv
A neo mesterséges nemzetközi segédnyelv, amelyet az olasz származású belga diplomata, Arturo Alfandari tervezett. A nyelv az eszperantó utódnyelveként annak szerkezetét örökölte a naturalista nyelvek felé közelítéssel. Sajátos szókincse az elődnyelvével ellentétben elsősorban az újlatin nyelvekből származik, azon belül is a szerzője anyanyelvéből, a franciából, de figyelembe veszi a germán (angol) internacionalizmusokat is. A nyelv meghatározó alapelve az eufónia, a jó hangzás és a ritmika, és ennek érdekében a szóalakok megállapításánál sokszor figyelmen kívül maradt az etimológiai elv. Sok szótő szinte már a volapüköt idézően egy szótagos, de nem szenvednek olyan mérvű változást, mint az utóbbiban. Gyakori az elízió, így a főnevek és melléknevek jellemző végződése elhagyható, a határozott névelő a megelőző elöljárószóval vagy az őt követő, magánhangzóval kezdődő szóval összevonható. 

## Története
A neo első változatát Arturo Alfandari 1937-ben publikálta. Jelentősebb figyelmet azonban csak 1961-ben kapott, amikor a szerző kiadta francia nyelven a Cours Pratique de Neo c. művét. Ennek az 1304 oldalas kiadványnak a része volt egy összefoglaló és egy részletesebb nyelvtan, egy 44 leckés nyelvkönyv, egy francia-angol-neo nyelvű társalgási fejezet, francia-neo irodalmi és szakfordítások, továbbá egy 60 000 szavas kétirányú francia-neo és neo-francia szótár. 
A nyelv felkeltette a nemzetközi segédnyelvekkel foglalkozó amerikai International Language Review folyóirat körének figyelmét, és ennek kiadói Alfandarival együtt megalakították az Amikos de Neo (a neo barátai) nemzetközi szervezetet, amely Neo-bulten néven hivatalos újságot is kiadott. Néhány évig úgy tűnt, hogy a neo az eszperantó és az interlingua mellett számottevő szereplővé tud válni. 
1965-ben jelent meg franciául a Methode Raplde de Neo című mű, amely az 1961-es publikációnál kisebb terjedelemben (314 oldalon), de hasonló komplexitással mutatta be a nyelv kismértékben reformált változatát. Ezt egy évvel később követte az angolra adaptált változat Rapid Method of Neo International Language címmel. 
Hogy segítse a nyelv fennmaradását, és átvegye a szerepét a megőrzésében, Alfandari egy másik, formálisabb szervezetet is alapított Akademio de Neo (Neo Akadémia) néven, amelynek feladata a nyelv szabályozása, fejlesztése és terjesztése lett volna. Ezt a szerepét azonban nem sikerült betöltenie, és Alfandari 1969-ben bekövetkezett halálával a nyelvet szinte teljesen elfelejtették.

## Hangtan

### Magánhangzók
A neo nyelv az öt „sztenderd” európai magánhangzóval rendelkezik, amelyek három nyíltsági fok szerint különülnek el úgy, hogy az elülső és középső nyelvállásúak ajakréses, a hátsó nyelvállásúak ajakkerekítéses ejtésmódúak. A magánhangzók hossza bír megkülönböztető erővel, és a beszélők a saját szükségleteiknek megfelelően ejthetik azokat röviden vagy hosszan. A konkrét hangszínek sincsenek meghatározva, ezért egyaránt használhatók a nyíltabb és a zártabb ejtésű változatok, feltéve, hogy ezzel nem lesznek összetéveszthetők más magánhangzóval. Ez utóbbi miatt a magyar nyelvűeknek tartózkodniuk kell a saját anyanyelvük rövid a [ɒ] és hosszú é [e̝ː] hangjainak használatától. 
|         | Elülső | Hátulsó |
| ------- | ------ | ------- |
| Zárt    | /i/    | /u/     |
| Középső | /e/    | /o/     |
| Nyílt   | /a/    | /a/     |

Ejtésváltozatok: 
- /a/ = [a] ~ [ɑ]. A magyar hosszú á hang vagy annak röviden ejtett ajakréses ȧ változata használható. Az ajakkerekítéses rövid magyar a hang összetéveszthető a neo /o/ fonémájával.
- /e/ = [e] ~ [ɛ]. A magyar rövid e alkalmazható, mind a nyílt köznyelvi, mind a zárt ë változatban. A magyar hosszú é összetéveszthető a neo /i/ fonémájával.
- /o/ = [o] ~ [ɔ]. A magyar zárt o használható rövid és hosszú változatban is. A szó végi o-kat törekedjük röviden ejteni.
- /i/ = [i] ~ [ɪ]. A magyar i alkalmazható röviden és hosszan ejtve is.
- /u/ = [u] ~ [ʊ]. A magyar u használható röviden és hosszan ejtve is.

### Kettőshangzók
A neo nyelvben az egymás mellé kerülő magánhangzók külön szótagban, köztük hiátussal ejtendők. Gyors beszédben, prozódiai vagy verstani okokból azonban felléphet szinerézis, azaz az ilyen magánhangzó-kapcsolatok is ejthetők kettőshangzóként. Kettőshangzót alkot azonban az u az alábbi esetekben:
- ha magánhangzó – különösen a vagy e – előzi meg: kauzo (ok, ügy), neutra (semleges);
- ha g vagy k hang és egy másik magánhangzó között áll: linguo (nyelv), ambigua (kétértelmű, kétszínű);

feltéve, hogy az u és a kapcsolódó magánhangzó közé nem esik összetételi határ. Ezekben az esetekben az u ejtése változhat a nem szótagalkotó rövid [u̯] magánhangzó és a neo w betűjének megfelelő [w] siklóhang közt. A magyar nyelvhasználók elsősorban rövid u hangot ejtsenek (mint az autó szóban), és kerüljék a v hanggal való helyettesítést.
A forrásnyelvek nem szótagalkotó i-t tartalmazó kettőshangzóit a neo y [j] siklóhanggal alkotott kapcsolattal helyettesíti: junyo (június).

### Hangsúly
A neo nyelv hangsúlyra vonatozó főszabályai a következők:
1. Az utolsó szótag hangsúlyos, ha a szó mássalhangzóra végződik: amik (barát), tonaxent (hangsúly), mi venar (jövök).
2. Az utolsó előtti szótag hangsúlyos, ha a szó magánhangzóra végződik: penso (gondolat); korajo (bátorság), kemio (kémia), atribui (juttatni, tulajdonítani <vkinek/vminek>).

További szabályok:
- A többes szám s jele a hangsúlyt nem befolyásolja: penso ~ pensos. Nem módosítja a hangsúlyt az elöljárószavak és a határozott névelő egybeolvadása sem: ante ~ antel. – A definíció nem tisztázza, de vélhetően ugyanez a helyzet az 1965-ös változat által bevezetett két új toldalék, az n tárgyrag és a ’y birtokos rag esetén is.
- A szóvégi néma h a hangsúlyozás szempontjából mássalhangzónak számít: papah (papa), mamah (mama), pashah (pasa).
- A főszabálytól eltérő hangsúlyt az 1965-ös változat szerint (a néma h-n kívül) ékezettel vagy aposztróffal is lehet jelölni: papà, mama’.
- A kettőshangzók a szótagszámolás szempontjából egyetlen egységes magánhangzót alkotnak: linguo (nyelv), ambigua (kétértelmű, kétszínű). Illetve kauzo (ok, ügy), neutra (semleges).
- Az io szóvég két szótagú, ezért az i itt hangsúlyos: kemio (kémia). Nem hangsúlyos i esetén az adott szó yo véggel került a neo szótárba: junyo (június).
- A hangsúly nem befolyásolja a magánhangzók hangszínét, illetve hosszát. Ennek ellenére az anyanyelvi szokások hatására pl. a a hangsúlyos nyílt szótagban a magánhangzók megnyúlhatnak.
- Az összetett szavaknak több hangsúlya van, mivel a tagok megőrzik eredeti hangsúlyukat: artistor (művészettörténet), ristorantvagon (étkezőkocsi), virvestdepartment (férfiruha-osztály).
- A tőszámneveknek a főszabálytól eltérő, sajátos hangsúlyozása van. Alapesetben véghangsúlyosak, még a du (2), tre (3) esetén is. Ha azonban az összetett tőszámnév az is (10) vagy ek (100) szóra végződik, akkor a hangsúly a megelőző szótagra kerül át: isnon (19), nonek nonisnon (999), tremil nonek duissit (3926), otek nonisdu milyonos treek kuinistre mil otek otistre (892 353 883).

### Mássalhangzók
A neo mássalhangzóinak készlete leginkább az olasz nyelvével mutat rokonságot. Ahhoz képest az angol hatására a nyelv része a h /h/ és a w /w/ hang is. Az 1965-ös módosítások a némethez is közelítették a c betű alternatív [t͡s] ejtésének lehetővé tételével, valamint a ritka kh [x] hang bevezetésével. A frankofón nyelvhasználóknak tett engedmény, hogy a j betű [ʒ]-ként is ejthető. Szó elején három, szó közepén több mássalhangzó torlódása is megengedett a latin nyelvben szokásos mértékben: sklavo (rabszolga), instrui (tanítani, tájékoztatni). A szó végén azonban – néhány hangkapcsolatot leszámítva – csak egyetlen mássalhangzó állhat. Megengedhetőnek látszanak a szó végén a folyamatos hangok (l, r, n, s) és zárhangok bizonyos kapcsolatai, mint pl. malt (maláta), vent (szél), long (soká), bart (szakáll), vesp (darázs), bast (elég).
Az egymás mellé kerülő mássalhangzók hasonulási jelenségeivel a nyelv definíciója nem foglalkozik, így itt érvényesülhetnek az anyanyelvi szokások, ameddig azok a megértést nem gátolják. A magyar nyelvűek a nagyon rövid u-ként ejthető w [w] és a h-ként visszaadható igen ritka kh [x] kivételével a saját anyanyelvük megfelelő magánhangzóját használhatják a neo nyelvben is.
|              | Labiális | Labiális | Alveoláris | Alveoláris | Posztalveoláris | Posztalveoláris | Palatális | Palatális | Veláris | Veláris | Glottális |  |
| ------------ | -------- | -------- | ---------- | ---------- | --------------- | --------------- | --------- | --------- | ------- | ------- | --------- |  |
| Nazális      |          | /m/      |            | /n/        |                 |                 |           |           |         |         |           |  |
| Zárhang      | /p/      | /b/      | /t/        | /d/        |                 |                 |           |           | /k/     | /ɡ/     |           |  |
| Réshang      | /f/      | /v/      | /s/        | /z/        | /ʃ/             | [ʒ]             |           |           | [x]     |         | /h/       |  |
| Zár-rés hang |          |          | [t͡s]       |            | /t͡ʃ/            | /d͡ʒ/            |           |           |         |         |           |  |
| Approximáns  |          | /w/      |            | /l/        |                 |                 | /j/       | /j/       |         |         |           |  |
| Pergőhang    |          |          |            | /r/        |                 |                 |           |           |         |         |           |  |

Megjegyzések:
- A [t͡s] nemzetközi szavakban megjelenő hang: tsar [t͡sar] (cár), tsunamih [t͡ʃunaˈmi] (cunami). Az 1965-ös nyelvváltozat ugyanakkor megengedi németes módra a [t͡s] ejtését /t͡ʃ/ helyett a c betűt tartalmazó latin eredetű szavakban.
- Frankofón nyelvhasználóknak az 1965-ös nyelvváltozat megengedi, hogy [ʒ] hangot ejtsenek a j /d͡ʒ/ fonéma helyett.
- A ritka [x] hangot az 1965-ös nyelvváltozatban vezette be nemzetközi szavakban jelentkező hang: lokh [lox] (tó, tengeröböl <Skóciában>), Voskhod [vosˈxod] (Voszhod <űrhajó>). Szinte minden esetben helyettesíthető h, esetleg k hanggal: loh [loh] = lokh.
- Az /n/ hang hasonulására csak implicit módon van utalás, így főként a veláris hangok után lehet [ŋ], de palatális és posztalveoláris hangok előtt [ɲ] is felléphet, továbbá ajakhangok előtt [m]-mé, illetve [ɱ]-mé is válhat.
- Magánhangzóközi helyzetben az /s/ és /ʃ/ megtartja a zöngétlenségét: oso [ˈoso] (másik dolog), de ozo [ˈozo] (bátorság, merészség), illetve ashit [aˈʃit] (ascites, hasvízkór), de ajit [aˈd͡ʒit] ~ [aˈʒit] (agitáció, háborgás).
- Az /r/ fonéma realizációja lehet a franciás [ʁ], az angolos [ɾ] és a németes [ɹ] is.
- Az /l/ hang megvalósulhat velarizált [ɫ]-ként, pl. angol nyelvűek ejtésében a szótag végén.
- A /w/ fonémát a magyar nyelvhasználóknak is meg kell különböztetniük a /v/-től, ugyanakkor a /b/ fonémától való megkülönböztetés érdekében [β] hanggal történő helyettesítése sem célszerű: West (nyugat) ~ vest (kabát, öltözék, ruha) ~ best (vadállat). A kettőshangzók u [u̯] eleme ugyanakkor, különösen emelkedő diftongusok esetén, megjelenhet [w]-ként is: kuar ~ qar [ku̯ar] ~ [kwar] (4).

## Helyesírás

### Ábécé és kiejtés
| Sorszám         | 1 | 2  | 3  | –     | 4  | 5 | 6  | 7  | 8  | 9 | 10  | 11 | –     | 12 | 13 | 14 | 15 | 16 | 17 | 18 | 19 | –     | 20 | –     | 21    | 22 | 23 | 24  | 25 | 26 |
| --------------- | - | -- | -- | ----- | -- | - | -- | -- | -- | - | --- | -- | ----- | -- | -- | -- | -- | -- | -- | -- | -- | ----- | -- | ----- | ----- | -- | -- | --- | -- | -- |
| Nagybetű        | A | B  | C  | CH    | D  | E | F  | G  | H  | I | J   | K  | KH    | L  | M  | N  | O  | P  | Q  | R  | S  | SH    | T  | TS    | U     | V  | W  | X   | Y  | Z  |
| Kisbetű         | a | b  | c  | ch    | d  | e | f  | g  | h  | i | j   | k  | kh    | l  | m  | n  | o  | p  | q  | r  | s  | sh    | t  | ts    | u     | v  | w  | x   | y  | z  |
| Betűnév         | a | be | ce | ce-he | de | e | ef | ge | he | i | je  | ke | ke-he | el | em | en | o  | pe | ku | er | es | es-he | te | te-es | u     | ve | we | xe  | ye | ze |
| Kiejtés IPA-val | a | b  | t͡ʃ | t͡ʃ    | d  | e | f  | g  | h  | i | d͡ʒ  | k  | x     | l  | m  | n  | o  | p  | ku̯ | r  | s  | ʃ     | t  | t͡s    | u ~ u̯ | v  | w  | ks  | j  | z  |
| Magyar kiejtés  | á | b  | cs | cs    | d  | e | f  | g  | h  | i | dzs | k  | hh    | l  | m  | n  | o  | p  | ku̯ | r  | sz | s     | t  | c     | u     | v  | u̯  | ksz | j  | z  |

Megjegyzések:
- A neo nyelv helyesírása fonematikus, azaz egy betűnek vagy digráfnak (kettős betűnek) egy fonéma felel meg. Ez egyes fonémák kiejtési változatait a magánhangzókról és mássalhangzókról szóló fejezet részletezi. A fonematikus elv alól az alábbi kivételek vannak: 
  - A kettőshangzókban (l. ott) az u betű a teljes értékű /u/ fonéma helyett a nem szótagalkotó [u̯] hangot jelöli.
  - A szóvégi h a többszótagos szavakban néma, a szóvégi hangsúlyt jelöli. Egyszótagos szavakban, pl. loh (tó, tengeröböl <Skóciában>) a h hangzik.
- Összetételi határon a kettős betűk a tagjaiknak megfelelő hangcsoportot jelölik: muzikhal [muˈzik.ˈhal] (varietészínház).
- A ch digráf a c betű változata abban az esetben, amikor a forrásnyelv íráshasználatát a felismerhetőség érdekében célszerű megtartani.
- A magyar nyelvhasználóknak az alábbi betűk kiejtése okozhat problémát:
  - Az a a megfelelő magyar hangtól abban különbözik, hogy ajakkerekítés nélkül kell ejteni mint a palóc ȧ-t. Inkább ejtsünk helyette hosszú á-t, mint az o-val téveszthető ajakkerekítéses rövid magyar a-t.
  - Az e megfelel a rövid magyar e hangnak. Hosszú é-nek azonban nyílt szótagban és hangsúly alatt se ejtsük, mert így téveszthető lesz az i-vel.
  - A w betű mindig nagyon rövid u hangnak ejtendő, sosem lehet helyette v-t használni. Ha nehéz megformálni, jobb teljes értékű rövid u-val visszaadni. Ez utóbbi alkalmazható a q betű magánhangzós része, valamint a kettőshangzók nem szótagértékű u eleme esetén is.
  - A kh kettős betű a doh szó h-jának megfelelő hátul képzett hangot jelzi. Helyettesíthető a normál h hanggal.

### Nagybetűk használata
A nagybetűk használata pontosan nem szabályozott, általánosságban a francia, illetve részben az angol nyelv szabályainak megfelelő. Nagy kezdőbetűvel írandók a mondatok első szavai, valamint a tulajdonnevek. A neo nyelvben ebből a szempontból tulajdonnévnek számít:
- a Neo nyelv neve, valamint a klasszikus és mesterséges nyelvek nem -al képzővel alakult nevei (az 1966-os angol nyelvű publikációban az -al képzős nevek is nagy kezdőbetűsek);
- egy terület (ország, város) lakosát, nép tagját jelelő főnévi értékű szavak: Ungra (magyar férfi);
- irányok: Nord (észak), ünnepek: Natal (karácsony), korok nevei: Renasal (reneszánsz);
- intézmények nevei: Kema Institut (Kémiai Intézet), kiadványok címei: Geografa Atlant (Földrajzi Atlasz), szakok, tudományterületek megnevezései: Fransa Letros (francia irodalom);
- címek, titulusok: Profesor N. (N. professzor), lo Pap (a pápa), lo Xenecoministro (a külügyminiszter);
- kiemelt épületek: Katedral (katedrális);
- a hét napjai, a hónapok és az évszakok nevei az anyanyelvi szokásoknak megfelelően írhatók kis és nagy kezdőbetűvel is.

### Központozás, mellékjelek
Aposztróf jelöli:
- A hangkiesést a lo (los) névelő, de elöljáró, valamint ke névmás és kötőszó, továbbá a személyes névmás tárgy- és részeshatározós alakjai esetén: l’aventuros d’Artur (Artúr kalandjai); mi t’amar (szeretlek). Az 1961-es definíció szerint ekkor a lerövidült szócskát aposztróf nélkül, külön kellett leírni: l aventuros d Artur.
- A ’y, illetve ’oy birtokos ragot: ma patro’y dom (az apám háza).
- A magánhangzóra kerülő ékezet helyett is aposztróf állhat, ha az ékezetes betű nem jeleníthető meg: papa’ (papa).

Ékezet jelölheti:
- a véghangsúlyos magánhangzót a néma h helyett, illetve az idegen szavakban megőrzött, a neo szabályainak nem megfelelő hangsúlyt: mamà (mama).
- Idegen tulajdonnevekben az ékezetek megmaradhatnak: René, Berrès.

A központozás nem szabályozott, a francia és részben az angol nyelv szabályait követi. A magyar írásszokástól leginkább eltérő sajátosság az, hogy a tagmondatok közé nem kerül vessző: Mi no spar vo mi tir ma klilos (Nem tudom, hogy hová tettem a kulcsaimat), Mi dormar male e velyijar of (Rosszul alszom, és gyakran felébredek). Ugyanakkor vessző zárja a mondat élére kiemelt bővítményt, legtöbbször a határozói igeneves szerkezetet: Vidinde lo ful, Jesu ashendir un mont: ye sidinde, la dishiplos venir a il (Látva a sokaságot [Jézus] felment a hegyre, és amint leült, odamentek hozzá tanítványai).

## A főnév

### Egyes és többes számú alakok
A főnevek egyes számban o magánhangzóra vagy mássalhangzóra, míg – a nemzetközi és a főnevesedett szavak kivételével – többes számban mindig os-ra végződnek: penso, pensos (gondolat, gondolatok); libro, libros (könyv, könyvek); dom, domos (ház, házak); fel, felos (kislány, kislányok); kotil, kotilos (kés, kések). 
Az o végződés a főnevek jellemző jegye, azonban ez jellemzően elmarad még a szótári alakokban is: frat (fiútestvér), sor (lánytestvér), garden (kert). Az o végződés az ilyen mássalhangzóra végződő főnevek esetén is bármikor megjelenhet, amikor az az egyértelműség, a jóhangzás vagy a nagyobb nyomaték miatt szükségessé válik. Nem hagyható el az o végződés, ha így a szóalak nehezen kiejthető hangkapcsolatra végződne: tablo (asztal, tábla, táblázat), libro (könyv).
Az uo kettőshangzóra végződő szavak esetén az o végződés elmaradásával együtt a diftongus u eleme is kiesik: aqo ~ akuo – ak (víz).
A magánhangzóra végződő nemzetközi szavak – ide értve a néma h-ra végződőeket is – nem vesznek fel egyes számban o végződést, és a többes számukat is egyszerű s jellel képzik: pashah ~ pashà, pashahs ~ pashàs (pasa, pasák); kanoe, kanoes (kenu, kenuk). Ugyanez a helyzet a főnevesedett melléknevekkel és egyéb szófajú szavakkal: Ungra, Ungras (magyar, magyarok). Ezekben az esetekben a többes szám jelét az alapszó helyett a határozott névelő is hordozhatja: los Nelson (Nelsonék), los kur (a miértek).

### A főnevek nőnemű alakjai
Nőnemű élőlények megnevezésére, amennyiben azok nem rendelkeznek önálló főnévvel – mint pl. fem (nő), matro (anya), fel (kislány), sor (lánytestvér), tanto (nagynéni) –, az -in képzővel alkotott szavakat használjuk: nep (unokaöcs), nepin (unokahúg); filyo (fiú), filyin (lány); kuzo (unokafivér), kuzin (unokanővér); leon (hímoroszlán), leonin (nőstény oroszlán); roy (király), royin (királynő); prins (herceg), prinsin (hercegnő); doktor (doktor), doktorin (doktornő); vender (eladó, kereskedő), venderin (eladónő, kereskedőnő); enko (fiúunoka), enkin (lányunoka). Az -in toldalék előtt kiesnek bizonyos képzők, mint -an, -at, -eo, -er, -ist, -ent, -un: civan, civin (polgár); ma libat, ma libin (kedvesem), fidanseo, fidansin (vőlegény, menyasszony); biblioteker, bibliotekin (könyvtáros); matematist, matematin (matematikus); korespondent, korespondin (levelező); egrun, egrin (beteg).

### Ragozott formák
A neo az eszperantóhoz hasonlóan a mondatbeli viszonyokat analitikusan fejezi ki, tehát a főnevek a szórend és a viszonyszók (elöljárószók) segítségével illeszkednek a mondatba: lo fem dir lo libro de matro al fel nel dom (a nő az anya könyvét a lánynak adta a házban). Mégis van azonban három, a főnevekhez, illetve főnevesedett szavakhoz járuló esetrag. Ezek közül a helyhatározó eset használata bizonyos körülmények között kötelező. A másik kettő az 1965-ös változat újítása, és alternatív lehetőségeket kínál a neo eredeti megoldásai mellett egyes nyelvhasználók anyanyelvi megszokásainak hatására. Mivel ez a két újabb ragozott forma nem teljesen illeszkedik a neo struktúrájába, a használatuk nem javasolt.
- A tárgyesetet általában szórend jelzi azzal, hogy a tárgy egyenes szórend esetén az ige után, fordított szórend esetén pedig az igéhez közelebbi pozícióban áll. Ha azonban a tárgyat a mondat élére ki kell emelni akár a hangsúlyozás, akár poétikai okok miatt, akkor az így kiemelt tárgyat az -n (mássalhangzós tő után -on) toldalék jelzi: (lo) libron de matro dir lo fem al fel nel dom (az anya könyvét adta a nő a lánynak a házban).

- Az analitikus birtokos szerkezet mellett, amikor a birtokot és a birtokost a de szócska kapcsolja össze, lehetséges a fordított szórendű szerkezet, ahol a birtokos esetben álló birtokost követi a birtok. A birtokos eset ragjának alakja magánhangzós tő esetén ’y, mássalhangzós tő és a többes számú alak után ’oy: lo fem dir lo matro’y libro al fel nel dom (a nő az anya könyvét a lánynak adta a házban), et libros’oy print excela (ezeknek a könyveknek a nyomtatása kitűnő).

- A helyhatározó esetet a -ye toldalék képzi. Az előzőekben említett ragokkal ellentétben ez mindig a mássalhangzós tőhöz járul, tehát az o végződés kiesik előle. Emiatt helyhatározói képzőnek is tartható. A helyhatározó eset egyaránt kifejez egy adott helyen való statikus tartózkodást és az afelé való irányulást is. Az a, in, she, ver elöljárószavak helyett a -ye toldalékot kell használni települések és országok esetén: Parisye (Párizsban, Párizsba), Fransye (Franciaországban, Franciaországba), továbbá, ha általánosságban és nem konkrétan van szó egy helyről: el gar skolye (iskolába megy), el gar al osa skol (a másik iskolába megy); lo fem dir lo libro de matro al fel domye (a nő az anya könyvét a lánynak adta otthon).

## A névelő
A neo nyelv ismeri a határozott és határozatlan névelőt. A névelők használata azonban nem kötelező azokra a nyelvhasználókra tekintettel, akiknek az anyanyelve ezeket nem ismeri. A szerző francia anyanylvére tekintettel érdemes megjegyezni, hogy a neo nyelv a részelő névelőt nem ismeri.  

### A határozott névelő
A határozott névelő alakja lo: lo vir (a férfi), lo fem (a nő), lo kant (a dal). Az 1961-es definíció szerint egyeztetni kellett többes számban a főnévvel (los viros), de az 1965-ös nyelvváltozatban már csak abban az esetben veszi fel a többes szám jelét, ha az a főnéven, illetve a főnévi szerepű szón nem jelenik meg: lo viros (a férfiak), lo femos (a nők), lo kantos (a dalok), los Nelson exir, los Johnson entrir (Nelsonék kimentek, Johnsonék bejöttek), los sencesa kur d’et infan me lasir (ennek a gyereknek a szűntelen „miértjei” kifárasztottak engem).
A határozott névelő o végződése elhagyható magánhangzóval kezdődő szó előtt. A kiesett magánhangzót aposztróffal jelöljük: l’arbo, l’arbos (a fa, a fák); l’ideo, -s (az ötlet, -ek); l’ok, -os (a szem, -ek); l’uk, -os (a sarok, a sarkok); l’aventur, -os (a kaland, -ok); l’olda vir, -os (az öreg férfi, -ak). Az 1961-es definíció ilyenkor az aposztróf helyett szóközt használt: l aventur, -os. 
A határozott névelő a megelőző magánhangzóra vagy n-re végződő elöljárószó után is megrövidül. Ekkor az elöljárószóval aposztróf nélkül egybeírjuk. Az így egybeforrt alakokban az n-ra végződő elöljárószók elvesztik a véghangzójukat, az in helyett pedig speciális ne-tő használatos: a, al; ante, antel; de, del; do, dol; gre, grel; in, nel; kon, kol; on, ol; po, pol; u, ul. 
A határozott névelő használata az angol nyelvnek megfelelő. Így pl. nincs általánosító szerepe, nem használatos általános értelmű vagy fajtajelölő szavak esetén: omeyo (emberiesség, az emberiesség).

### A határozatlan névelő
A határozatlan névelő alakja un, azaz megegyezik a megfelelő számnévvel: un vir e un fem (egy férfi és egy nő). A magyarhoz és az angolhoz hasonlóan, de a franciától eltérően a határozatlan többes számú névszók névelő nélkül állnak. 

## A melléknév
A melléknevek a-ra végződnek: bona (jó); leta (kis, kicsi); bela (szép); grana (nagy); forta (erős); roya (királyi). A melléknév tetszés szerint megelőzheti és követheti a főnevet: leta dom e klezo grana (kis ház és nagy templom). A melléknév számban nem egyezik a jelzett szóval: leta domos e klezos grana (kis házak és nagy templomok). [Az 1961-es változatban még kötelező egyeztetés volt: †los omos bonas, †los bonas omos (a jó emberek).]
Az a végződés elmaradhat, amennyiben a melléknév megelőzi a minősített főnevet, valamint a végződés nélküli alak legalább két szótagos, továbbá a nem keletkezik nehezen kimondható hangkapcsolat a szó végén. Ez utóbbi esetén tekintetbe kell venni a következő szó elejével való együtthangzást is: et dom (ez a ház), bel floros (szép virágok), gentil brif (kedves levél), de inkább un certa stel, mint un cert stel (egy bizonyos csillag). A szórendtől függetlenül sosincs a végződés egyes számban a befejezett melléknévi igenév -at képzőjén: detenat (fogoly, fogva tartott).
Bizonyos szavak két tővel rendelkeznek, mert az a végződés elmaradása a rövidebb tő esetén a megelőző hangkapcsolat egyszerűsödését eredményezi: santa ~ san (szent).
A melléknevek mindig használhatók főnévi értelemben. Ilyenkor a többes szám s jelét is fölveszik: lo bela (a szép), lo belas (a szépek); lo blonda (a szőke), lo blondas (a szőkék); Ungra (magyar), Ungras (magyarok). Ha a főnevesült melléknévnek melléknévi jelzője van, a főnévi használatot a melléknévre jellemző végződés helyébe lépő -un toldalék jelzi: egra (beteg), detenat (fogoly, fogva tartott), un egrun detenat (egy fogoly beteg), un detenun egra (egy beteg fogoly).

### Fokozás
A középfok képzője az -ira, a felsőfoké pedig -esta. Ez utóbbit megelőzi a határozott névelő. A fokozás kifejezhető analitikusan is a plu határozószóval: ekkor csak a határozott névelő különbözteti meg a közép és felsőfokot. A relatív felsőfokon kívül a neo ismeri az abszolút felsőfokot is, amely háromféleképpen is képezhető: az -ega nagyító képzővel, az -isima toldalékkal vagy a muy határozószóval: grana (nagy), granira ~ plu grana (nagyobb), lo granesta ~ lo plu grana (a legnagyobb), granega ~ granisima ~ muy grana (nagyon nagy). A lefelé fokozás eszköze a min határozószó: min grana (kevésbé nagy), lo min grana (a legkevésbé nagy). 
Egyes mellékneveknek rendhagyó középfokú töve is van, amelyből felsőfokú alak is képezhető: 
- bona (jó) ~ mela / bonira / plu bona (jobb) ~ melesta / bonesta / lo mela / lo plu bona (legjobb)
- leta (kis, kicsi) ~ mina / letira / plu leta (kisebb) ~ minsta (!) / letesta / lo mina / lo plu bona (legkisebb)
- mala (rossz) ~ piza / malira / plu mala (rosszabb) ~ pizesta / malesta / lo piza / lo plu mala (legrosszabb)
- mul (sok) ~ plu (több) ~ plus / lo plu (legtöbb)
- pok (kevés) ~ min (kevesebb) ~ lo min (legkevesebb)

A hasonlítás eszköze alapfok esetén az as … as szerkezet, középfok esetén pedig a qam szócska: Mi as yuna as tu (Olyan fiatal vagyok, mint te), Il yunira (plu yuna) qam vu (Ő fiatalabb mint ön), Il min exijema qam vu (Ő kevésbé szigorú önnél). 
Fokozó értelmű a melléknév reduplikációja az alapszó első zárt szótagjának megismétlésével: letleta (egyre kisebb); ladlada (egyre csúnyább). 

## A határozószó
Más szavakból – elsősorban melléknevekből – mód-állapothatározói határozószavakat képezhetünk az e végződés segítségével: grane (nagyon), forte (erősen), roye (királyian), energe (energikusan), ekonome (gazdaságosan).
Szókapcsolatok is felvehetik az e végződést, és ebben az esetben a szerkezet univerbizálódik: ma opin (a véleményem), maopine (a véleményem szerint); sa vol (az ő <hn.> akarata, szándéka), savole (az ő <hn.> akarata, szándéka szerint); ma elt (az oldalam), maelte (részemről, a nevembem); pre naso, prenase (születés előtt), do skol, doskole (iskola után). 
A ragozott főnévi formáknál említett -ye toldalék helyhatározószót alkotó képzőnek is tekinthető: dom (ház), domye (otthon, haza), kino (mozi), kinye (moziban, moziba), xen (külföld), xenye (külföldön, külföldre). 
A végződéssel és képzővel alkotott határozószavakon kívül a neo nyelvben vannak képzetlen, primer határozószavak is: nun (most), yer (tegnap), kras (holnap), sem (mindig), ni (soha), of (gyakran), fru (korán), sun (hamar). 
A határozószavak fokozása a melléknevekhez hasonlóan a plu szócskával történhet: es lo listos tenat plu zorge, plul d’et opros ur partat lo suerto del fondo del kolex (ha a jegyzékeket gondosabban kezelik, ezeknek a műveknek a többsége osztozott volna a gyűjtemény zömének sorsában). 

## A számnév

### Tőszámnevek
Az alaptőszámnevek morfológiailag jelöletlen (így jellemző végződéssel nem rendelkező) egyszótagos lexémák, amelyek alakját a jóhangzás és a – rövid tövek halmozódása ellenére – jó érthetőség követelményei határozzák meg. Emiatt egyes tőszámnevek esetén a naturalista formák helyett a priori szóalakok lettek megállapítva, így sit (6) *six helyett, is (10) *dek helyett és ek (100) *cent helyett. Ugyanakkor az egyszótagúság és a szóvégi mássalhangzó-kapcsolatok elkerülése miatt a naturalista tövek is jelentősen egyszerűsödtek. Az 1965-ös helyesírási reform előtt a qar (4) és qin (5) számnevek kuar és kuin írásmóddal szerepeltek, ami ezt követően is alkalmazható alternatíva (bár az alábbi összefoglaló táblázatban az egyszerűbb áttekinthetőség miatt nem szerepel). A jó érthetőség érdekében az összetett tőszámnevek hangsúlyozása eltér a főszabálytól (részletesen l. a Hangsúly fejezetet). A zero (nulla), valamint a milyon (millió) számnévtől a nagy tőszámnevek formailag és a hangsúlyozást tekintve is főnevek. Kettőtől fölfelé a jelzői használatú tőszámnevekkel többes szám áll: isunmil sepeknonisdu viros (11 792 férfi); qarisqinmil ektreisqar femos (45 134 nő). 
|      | …0                | …1                  | …2                  | …3                   | …4                   | …5                   | …6                   | …7                   | …8                  | …9                   |
| ---- | ----------------- | ------------------- | ------------------- | -------------------- | -------------------- | -------------------- | -------------------- | -------------------- | ------------------- | -------------------- |
| –    | zero              | un                  | du                  | tre                  | qar                  | qin                  | sit                  | sep                  | ot                  | non                  |
| 1…   | is                | isun                | isdu                | istre                | isqar                | isqin                | issit                | issep                | isot                | isnon                |
| 2…   | duis              | duisun              | duisdu              | duistre              | duisqar              | duisqin              | duissit              | duissep              | duisot              | duisnon              |
| 9…   | nonis             | nonisun             | nonisdu             | nonistre             | nonisqar             | nonisqin             | nonissit             | nonissep             | nonisot             | nonisnon             |
| 10…  | ek                | ekun                | ekdu                | ektre                | ekqar                | ekqin                | eksit                | eksep                | ekot                | eknon                |
| 99…  | noneknonis        | noneknonisun        | noneknonisdu        | noneknonistre        | noneknonisqar        | noneknonisqin        | noneknonissit        | noneknonissep        | noneknonisot        | noneknonisnon        |
| 100… | mil               | milun               | mildu               | miltre               | milqar               | milqin               | milsit               | milsep               | milot               | milnon               |
| 999… | nonmil noneknonis | nonmil noneknonisun | nonmil noneknonisdu | nonmil noneknonistre | nonmil noneknonisqar | nonmil noneknonisqin | nonmil noneknonissit | nonmil noneknonissep | nonmil noneknonisot | nonmil noneknonisnon |

Az összetett számneveknek a fenti táblázatban is összefoglalt főbb szabályszerűségei a következők. Az ek (100), mil (1000), milyon (millió) stb. számnevek előtt az un (1) számnév nem teendő ki. 1999-ig a tőszámnévi tagok egybeírandók, és egy hangsúlyegységet képeznek. Efölött a számnevek két vagy három jegyenként tagolandók: milekisun (1111), de tremil sepekqaristre ~ tremil sepek qaristre (3743). Az 1965 előtti nyelvdefiníció kétjegyű tagolást használt a mil (1000) számnevet is különírva: nonisnon mil ek kuarisot (99 148). A milyon (millió) és a többi nagy számnév az új szabályok szerint is mindig különírandó, és többes számba tétele opcionális: qarissit milyon(os) sepek nonistremil siteksitis frankos (46 793 660 frank); Tokyo ar c(ir) is milyon(os) abiteros (Tokiónak kb. tízmillió lakosa van). A (millió alatti) alaptőszámneveknek nincs többes számuk, így az összetett számnevekben változatlan alakjukban szerepelnek. Az -os végű alakok a gyűjtőszámnévi formák közé tartoznak (l. később).
A milyon (millió) és afeletti nagy tőszámnevek esetén a neo a francia és nem az amerikai rendszert követi: milyard (milliárd, 109), bilyon (billió, 1012), bilyard (billiárd, 1015), trilyon (trillió, 1018), trilyard (trilliárd, 1021). Kvadrilliótól a neo megfelelő alaptőszámnevéhez járul az -ilyon (10n×6), illetve az -ilyard (10n×6+3) végződés: qarilyon (kvadrillió, 1024), qinilyard (kvintilliárd, 1033).
Az uralkodók neveiben lévő sorszámok helyett a neo a név után írt nagybetűsített tőszámneveket használ. Ezek az uralkodói sorszámok arab és római számjegyekkel is írhatók: Petro Un ~ Petro 1 ~ Petro I (I. Péter); Jan Duistre ~ Jan 23 ~ Jan XXIII (XXIII. János). 
A számnevek többi fajtája a tőszámnevekből alakul végződések és képzők hozzáadásával. Ezek a toldalékok a különírástól függetlenül az összetett számnevek legutolsó tagjához járulnak. A naturalista képzések érdekében a származékokban az un (1) számnévnek prim, a du (2) számnévnek pedig sekond alternatív töve is lehet. Hasonlóan tőszámnév jelzi a dátumban a hónap napját: un janar ~ l′un janar (január 1.); isqin novem ~ l′isqin novem (november 15.); treisun decem ~ lo treisun decem (december 31.).

### Sorszámnevek
A sorszámnevek végződése az -a, amely előtt nem esik ki a tőszámnév végmagánhangzója: una ~ prima (első); dua ~ sekonda (második); trea (harmadik); qara ~ kuara (negyedik); qina ~ kuina (ötödik); nona (kilencedik); isa (tizedik); isota (tizennyolcadik); duisa (huszadik); duissepa (huszonhetedik); noniskuara (kilencvennegyedik); ekduistrea (százhuszonharmadik); mila (ezredik); tremil nonekduissita (háromezer-kilencszázhuszonhatodik). Számjeggyel írva a sorszámneveket a magyartól eltérően nem pont, hanem a közvetlenül utánaírt végződés jelzi: 14a = isqara (14.), 20a = duisa (20.).
A sorszámnevekből a melléknevekhez hasonlóan képezhetők -e végződéssel határozói alakok: prime (elsőként, először); due (másodikként, másodszor); tree (harmadikként, harmadszor); ise (tizedikként, tizedszer); duise (huszadikként, huszadszor).

### Gyüjtőszámnevek, főnévi számnevek
Gyűjtőszámnevek vagy főnévi számnevek az -o végződéssel képezhetők, amely előtt nem esik ki a tőszámnév végmagánhangzója: uno (egyes, egység); duo (kettes, pár); treo (hármas, trió); qaro (négyes, négy darab); iso (tízes, tíz darab); isduo (tizenkettes, tucat); isqino (tizenötös, tizenöt darab); duiso (huszas, húsz darab); qiniso (ötvenes, ötven darab); eko (százas, száz darab); milo (ezres, ezer darab). Többes számú alakok: unos (egyesek); isos (tízesek); ekos (százasok, százak, száz és száz); milos (ezresek, ezrek, ezer és ezer). 
Az 1965 előtti nyelvváltozatban a gyűjtőszámnevek képzésére az általános -eyo gyűjtőnévképző szolgált, amelyből melléknévi, határozói és igei származékok os képezhetők voltak: uneyo (egység); uneya (egységnyi); uneye (egyenként, egyesével); deyo (pár); deya (párnyi); deye (párosával, kettesével); treyo (trió); iseyo (tíz darab); iseye (tízesével); isdeyo (tucat); isdeye (tucatjával); iskuineyo (tizennégy darab); duiseyo (húsz darab); treiseyo (harminc darab); kuiniseyo (ötven darab); ekeyo (száz darab); ekeya (száz darabnyi); ekeye (százasával); mileyo (ezer darab); mileye (ezresével); deyi (párosít); iseyi (tízesével csoportosít). 

### Szorzószámnevek
A szorzószámnevek képzője az -ipl-, amellyel főnévi, melléknévi, határozói és igei származékok is képezhetők: diplo (duplum, [vmi] dupl[áj]a, [vmi] kétszeres[e[); dipla (kétszeres, dupla); diple (kétszeresen, duplán); tripla (háromszoros, tripla); qiniplo ~ kuiniplo ([vmi] ötszörös[e]); isipla (tízszeres); ekiplo ([vmi] százszoros[a]); ekipla (százszoros); ekiple (százszorosan); dipli ([meg]kétszerez, [meg]dupláz); tripli ([meg]háromszoroz, [meg]tripláz); isipli ([meg]tízszerez).

### Törtszámnevek
A törtszámnevek képzésére az -im- képző szolgál: duim ~ dim (fél <rész>, ketted); trim (harmad); qarim (negyed); isim (tized); qinisim (ötvened); ekim (század); milim (ezred); milyonim (milliomod). Származékok: dima (fél); dime (félig); trime (harmadig); l’ekima part (a századrész); dimi (felez, kettéoszt); dimazo (felezés, kettéosztás);trimi (harmadol); isimi (tizedel, tízfelé oszt). Továbbá: unedim (másfél <rész>), duedim (két és fél <rész>).

### Gyakorító számnevek
Gyakorító számnevek a -yes- képzővel alkothatók: unyes (egy alkalommal, egyszer); unyesa (egyszeri); unyesi (egyszer történik [meg] / fordul elő); unyese (egyszeri alkalommal); primyes (első alkalommal, először); primyese (első alkalommal, elsőre); duyes (két alkalommal, kétszer); treyes (három alkalommal, háromszor); isyes (tíz alkalommal, tízszer); ekyes (száz alkalommal, százszor); milyes (ezer alkalommal, ezerszer); milyonyes (millió alkalommal, milliószor); treissityes (harminchat alkalommal, harminchatszor); unyesa pek pardonenda (egyszeri vétek megbocsátandó); unyesar anye (évente egyszer fordul elő / történik meg); eto primyesar (ez első alkalommal történik meg); no duyesar sekle (nem fordul elő kétszer egy évszázadban); il cir eto isyes, isyese mi perdir duldo (tízszer / tíz alkalommal mondta ezt, tízedjére elvesztettem a türelmemet).

### Osztószámnevek
Az osztószámnevek képzője az -op-: unope (egyesével); duope (kettesével); isope (tízesével); ekope (százasával); milope (ezresével).

### Sorrendiséget kifejező számnevek
Az -al- képzővel sorrendiséget kifejező számneveket lehet alkotni: primala (elsődleges); duala (másodlagos); isala (tízedleges).

## A névmás

### Személyes- és birtokos névmások
A főnevek kategóriájától eltérően a személyes névmások őrzik az újlatin-germán nyelvekre jellemző szintetikus ragozott alakokat: külön tárgyeseti, részeshatározós és birtokos eseti formmák léteznek. Ez utóbbiak szolgálnak birtokos névmásokként. A harmadik személyben nemenként külön alakok vannak – többes számban is.
|                       | Alanyeset | Tárgyeset | Részeshatározó | Részeshatározó | Birtokos névmás | Birtokos névmás | Birtokos névmás |
| Szintetikus           | Alanyeset | Tárgyeset | Analitikus     | Jelzői         | Önálló          | Előtag          |                 |
| --------------------- | --------- | --------- | -------------- | -------------- | --------------- | --------------- | --------------- |
| én                    | mi        | me        | me             | a mi           | ma (mia)        | lo ma (lo mia)  | ma-             |
| te                    | tu        | te        | te             | a tu           | ta (tua)        | lo ta (lo tua)  | ta-             |
| ő, az (hn.)           | il        | le        | lu             | a il           | la (lea)        | lo la (lo lea)  | la-             |
| ő, az (nn.)           | el        | ley       | luy            | a el           | la (leya)       | lo la (lo leya) | el(a)-          |
| az, ő (sn.)           | it        | it        | lu             | a il           | la (lea)        | lo la (lo lea)  | la-             |
| maga, saját, az ember | so        | se        | se             | a so           | sa (soa)        | lo sa (lo soa)  | sa-             |
| mi                    | nos       | ne        | ne             | a nos          | na (nosa)       | lo na (lo nosa) | na-             |
| ti [ön, önök]         | vu        | ve        | ve             | a vu           | va (vua)        | lo va (lo vua)  | va-             |
| ők, azok (hn., sn.)   | zi        | ze        | zu             | a zi           | za (zea)        | lo za (lo zea)  | za-             |
| ők, azok (nn.)        | zel       | zey       | zuy            | a zel          | za (zeya)       | lo za (lo zeya) | zel(a)-         |
| ők (hn.+nn.)          | ziel      |           |                | a ziel         |                 |                 |                 |

- Az elöljárószavak a névmások alanyesetű alakjához járulnak: venar tu kon nos? (jössz velünk?); mi exar kon il (kimegyek vele).
- A rövidebb ma, ta, la stb. birtokos névmási alakok a jelzett szó előtt állva használatosak, a zárójeles hosszabb mia, tua, lea stb. formák pedig akkor, ha követik a jelzett szót, avagy hangsúlyosak. Az önálló birtokos névmások felveszik a többes szám jelét: et lapos lo nosas (ezek a ceruzák a miénk).
- Az egyértelműség fenntartásával az önálló birtokos névmások estén elmaradhat a névelő: na plu bela qam vas (a miénk szebb mint a tieitek).
- A birtokos névmások megjelenhetnek összetételi előtagként is: maopine (véleményem szerint); savole (saját akaratából); vadomye (az otthonotokban, az otthonaitokban); elopine (az ő <nn.> véleménye szerint); zamode (az ő módjukra); il agir sakonvinke (a saját meggyőződése alapján cselekedett); maelte (részemről); navola decidos (saját akaratból hozott döntéseink).
- A személyes névmások tárgy- és részeshatározós alakjainak végmagánhangzója magánhangzóval kezdődő szó előtt kieshet: mi t’amar (szeretlek); nos v’amor mul (jobban fogunk szeretni benneteket); mi v’en enuncor tre (hármat fogok nektek/önöknek közülük kifejteni); l’dos s′en gar mi restor (száll az idő itt hagy engem).
- Ha egy mondatban tárgy- és részeshatározós esetű személyes névmás is előfordul, akkor egyenes szórendben a részeshatározós alakot kell elsőnek (tehát az igétől távolabbi pozícióba) kitenni: mi te it vendar (neked adom azt); nos ve le prezentor (be fogjuk őt mutatni nektek); nos le (lu) ve prezentor (be fogunk benneteket mutatni neki). – Az utóbbi példa mutatja, hogy az 1965-ös nyelvváltozat lehetővé teszi, hogy a szintetikus részeshatározós alak helyett a tárgyeseti formákat használják azok, akiknek anyanyelve (pl. az angol) ilyen megkülönböztetést nem ismer.
- A neo nyelvben tegezés használatos, tehát az udvariasság fokától függetlenül a második személyben egyes számban a tu (te), többes számban a vu (ti) személyes névmást kell használni. A példamondatok közt azonban vannak olyanok is, ahol a vu ennek ellenére egyes számú értelemben áll, tehát a gyakorlatban érvényesülhet a franciához és angolhoz hasonló önözés is.
- Az alanytalan mondatok és a személytelen az, ez névmások a neo nyelvben it, eto névmásokkal fordíthatók, de legtöbbször elhagyjuk őket, mint a magyarban: [eto] me (sar) egala ([ez] nekem mindegy); [it] far bela (szép idő van). Ha ez a névmás nem alany, hanem bővítmény, akkor azonban nem maradhat el (ez a helyzet a magyar tárgyas ragozás fordítása esetén is): il it dicar ([ő] azt mondja); mi no krar eto (nem hiszem [ezt]). Nem hagyhatók el a névmások – még akkor sem, ha alanyként szerepelnek – kérdő szórend esetén, hacsak egyéb eszközök nem biztosítják a szerkezet értelmezhetőségét: Far it bela? (Szép idő van?). De: Sar [it] ve vere tote egala? (Nektek [az] valóban egészen mindegy?), ahol a ve személyes névmás pozíciójából kiderül, hogy kérdő szórendről van szó (egyenes szórend esetén [it] ve sar… lenne).
- A harmadik személyű névmások az emberek és állatok természetes nemének megfelelően használatosak, de megszemélyesítés esetén élettelen tárgyak és fogalmak is hivatkozhatók hím- vagy nőneműként. Definiálatlan nem, illetve az emberekkel való szembeállítás esetén az állatokra is vonatkozhat semleges nemű névmás. Többes számban a hímnemű zi pótolja a hiányzó semleges nemű alakot. Ugyancsak a zi alak használatos kevert nemű (azaz hím- és nőnemű tagot is tartalmazó) csoport esetén, de erre az esetre az 1965-ös nyelvváltozat bevezette a ziel névmást (azonban a szintetikus ragozott formáit nem definiálta). – A harmadik személyű nőnemű ragozott alakokból elmaradhat a y hang azoknál, akiknek az anyanyelve nem különbözteti meg ezek esetén a hím- és nőnemű formákat.
- A so névmás alanyesete fejezi ki az általános alanyt: so it vidar (az látható; az emberek látják azt). Ragozott formái a harmadik személyű alanyra vagy referensre vonatkoznak: El sem dicar to a sa matro. (Mindig mindent elmond a [saját] anyjának.) Ilyen módon különbség tehető egy mondaton belül a különböző harmadik személyű referenciák között: Ye sir sa filin kon la spozo. (A lánya volt itt a [lány] férjével.); Il parlar pri sa libro. (A [saját] könyvéről beszél.) ~ Il parlar pri la libro. (A [más] könyvéről beszél.)

### Tabellaszavak: a névmások táblázata
A neo a kérdő, a mutató, az általános és a határozatlan névmásokat az eszperantóhoz hasonlóan táblázatba szervezi, azonban az utóbbitól eltérően ez a korrelatív tabella naturális töveken és a szóképzés más területein is használt képzőkön alapul. Egyes korrelatív alakok mellett azonban alternatívaként naturálisabb, képzetlen szavak is bekerültek a szótárba. 
|                  | Melléknévi                             | Főnévi                                                              | Főnévi                                                  | Határozói                               | Határozói                                          | Határozói                                     |
| Személyre utaló  | Melléknévi                             | Tárgyra utaló                                                       | Mód                                                     | Hely                                    | Cél és ok                                          |                                               |
| ---------------- | -------------------------------------- | ------------------------------------------------------------------- | ------------------------------------------------------- | --------------------------------------- | -------------------------------------------------- | --------------------------------------------- |
| Kérdő            | ka milyen?                             | kaun / kain melyik <személy>? ki* (ken'**) ki?, kik? (kit?, kiket?) | kao melyik <dolog>? ko* (ke**) mi?, mik? (mit?, miket?) | kae / kom* hogyan?                      | kaye / vo* hol? kaye / qo* hová?                   | kie / kur* miért?, mi okból?                  |
| Közelre mutató   | et(a) ez                               | etun / etin ő/ez (itt), ez a személy                                | eto ez (itt), ez a dolog                                | ete így, ezen a módon                   | etye / ik* itt, ezen a helyen; ide, erre a helyre  | etie ezért, emiatt                            |
| Távolra mutató   | yen(a) az                              | yenun / yenin ő/az (ott), az a személy                              | yeno az (ott), az a dolog                               | yene úgy, azon a módon                  | yenye / ye* ott, azon a helyen; oda, arra a helyre | yenie azért, amiatt                           |
| Más-             | osa más(ik)                            | osun / osin más (valaki)                                            | oso más (valami)                                        | ose másként, máshogy                    | osye máshol, másutt; máshová, másfelé              | osie másért, más miatt, más okból             |
| Vala-            | som(a) valamilyen, néhány              | somun / somin valaki                                                | somo valami                                             | some valahogy                           | somye valahol; valahová                            | somie valamiért, valami miatt, valami okból   |
| Minden- (egyes)  | shak(a) mindegyik, minden egyes        | shakun / shakin mindenki (külön-külön), ki-ki                       | shako minden (külön-külön)                              | shake minden(féle)képp                  | shakye minden egyes helyen; … helyre               |                                               |
| Minden- (együtt) | tot(a) minden (együtt)                 | totunos / totinos / tos* mindenki (együtt)                          | toto / to* minden (együtt)                              | tote az összes módon, egészen, teljesen | totye mindenütt, mindenhol; mindenhová             | totie mindenért, mindenféle okból             |
| Némely, bizonyos | sert(a) bizonyos, némely               | sertun / sertin bizonyos / némely személy                           | serto bizonyos / némely dolog                           | serte bizonyos módon                    | sertye bizonyos helyen; bizonyos helyre            | sertie bizonyos okból                         |
| Akár-, bár-      | kel(a) akármilyen, bármilyen           | kelun / kelin akárki, bárki                                         | kelo akármi, bármi                                      | kele akárhogy, bárhogy                  | kelye akárhol, bárhol; akárhová, bárhová           | kelie akármiért, bármiért, akármi/bármi okból |
| Ilyen, olyan     | tal(a) ilyen, olyan                    | talun / talin (egy/az) illető                                       | talo ez/az, ilyen/olyan dolog                           | tale ilyen/olyan módon                  | talye ilyen/olyan helyen; … helyre                 | talies ilyenért / olyanért, ilyen/olyan okból |
| Sem-             | nil(a) semmilyen, semmiféle, egy … sem | nilun / nilin senki                                                 | nilo semmi                                              | nile semmiképpen, egyáltalán nem        | nilye sehol; sehová                                | nilie semmiért, semmiféle okból               |

- * Egyes szisztematikus korrelatív formák mellett rendszerint képzetlen, naturalisztikusabb alakok is használatosak: ki ~ kaun / kain (ki?, melyik <személy>?); ko ~ kao (mi?, melyik <tárgy>?); kom ~ kae (hogyan?); vo ~ kaye (hol?); qo ~ kaye (hová?); ik ~ etye (itt); ye ~ yenye (ott); kur ~ kie (miért?); toye ~ totye (mindenhol, mindenhová); tos ~ totunos (mindenki [együtt], az összes ember); to ~ toto (minden [együtt], az összes).
- ** A ki (ki?, kik?) és ko (mi?, mik?) névmásoknak külön tárgyeseti alakjuk van: ken (kit?, kiket?), ke (mit?, miket?).
- A melléknévi alakok -a végződése elhagyható, kivéve az egyszótagos ka (melyik?) szócskát és az osa (más[ik]) névmást mind önállóan, mind összetételeiben.
- A nőnemű személyre utaló főnévi névmások képzője -in. Az -un toldalék használatos hímnem esetén, illetve, ha a nemi referencia kifejezése nem fontos.
- Az 1961-es nyelvváltozatban a sert- (némely, bizonyos) határozatlan névmási tő helyett a cert- alak volt használatos. Az új definíció szerint a certa jelentése ’biztos, bizonyos, kétségtelen’.
- Összetett névmások alkothatók az osa (más-, másik) utótag hozzáadásával: etosa (ez a másik); yenosa (az a másik); somosa (valamilyen más); shakosa (mindegyik más, minden egyes más); totosa (minden más); kelosa (akármilyen más, bármilyen más); nilosa (semmilyen más, semmiféle más). A melléknévi formából a táblázat többi alakja is képezhető, pl. somosun / somosin (másvalaki); somoso (másvalami); somose (valahogy máshogy, másvalahogy); somosye (valahol máshol, másvalahol; valahová máshová, másvalahová).
- A melléknévi alakok összetételi előtagként is használhatók (különösen határozói kifejezésekben): kaore? (mely órában?, melyik időpontban?); kaintente exir il? (milyen szándékkal ment ki?); kaskope venir il? (milyen céllal jött?); nilkaze (semmi esetre [sem]); kelkaze (mindenképpen, mindenesetre); etoxe (ez alkalommal); talkondise (ilyen körülmények közt); kelvede (bármilyen időben, akármilyen időjárás esetén).
- A gyakorító számnevek képzésére használt -yes végződés a tabellaszavak esetén is használható: etyes (ez egyszer, ez alkalommal, ezúttal); yenyes (akkor az egyszer, az alkalommal); osyes (más alkalommal, máskor); somyes (néha, olykor); shakyes (minden egyes alkalommal); totyes (az összes alkalommal, mindenkor); kelyes (akármennyi alkalommal, bármennyiszer); nilyes (egy alkalommal sem, soha).
- A birtokos mellékneveket képző -ia toldalék a korábbi nyelvváltozatban korrelatív toldalék volt, az 1965-ös definícióban azonban általánosan használható utóképző lett: kia (kié?), nilunia (senkié), tosia (mindenkié), lo povia viv (a szegény ember élete).

### Tabellán kívüli névmások
A névmások táblázata nem tartalmazza az alábbi névmásokat: 
- Időhatározói névmások: van (mikor?); dan (akkor[iban], akkortájt, ekkor); sem (mindig); ni (soha[sem]); eyes (valamikor, valaha, néha).
- Számhatározói névmások: kan (hány?, mennyi?); tan (annyi, ennyi); nix (semennyi), kelkan (akármennyi, bármennyi).
- A helyhatározói kérdőnévmások irányhármasságot mutatnak: vo (hol?) ~ qo (hová?) ~ unde (honnan?).
- Az en (ebből, erről, abból, arról) névmás a közelre és a távolra mutató tabellasor, valamint az it visszautaló névmás ablatívuszi-partitívuszi (pl. da elöljárós) alakjait rövidíti. Az it lokatívuszi és latívuszi (pl. a,  in elöljárós) alakjai helyett a ye (ott, oda) névmás használandó. A neo ezeket a francia en és y határozószavak mintájára alkalmazza.
- Az alábbi alternatív névmások használhatók egyes szisztematikus tabellaszavak helyett: ki ~ kaun / kain (ki?, melyik <személy>?); ko ~ kao (mi?, melyik <tárgy>?); kom ~ kae (hogyan?); vo (hol?) / qo (hová?) ~ kaye (hol? hová); ik ~ etye (itt, ide); ye ~ yenye (ott, oda); kur ~ kie (miért?); toye ~ totye (mindenhol, mindenhová); tos ~ totunos (mindenki [együtt], az összes ember); to ~ toto (minden [együtt], az összes).

### Vonatkozó névmások
A megfelelő kérdőnévmás használható vonatkozó névmásként: Mele ridar ki ridar laste (Az nevet legjobban, aki utoljára nevet); Il krear dufos vo nix (Problémát csinál [ott is], ahol nincs); Nun lo sizo van et ezos mubar (Most van [az] az időszak, amikor ezek a madarak vedlenek.); sert principos e za aplikazo, pri ko tot beninformat e bondispona jensos sar putat akordenda (bizonyos elvek és az alkalmazásuk, amelyekről vélelmezhető, hogy [velük] minden jólinformált és jóindulatú ember egyetért); Vo tir tu lo lapos ke mi te dir? (Hova tetted a ceruzákat, amelyeket neked adtam?). A személyre utaló vonatkozó névmás tárgyesete azonban nem ken (ki[ke]t?), hanem a dologra utalóval egyezően ke (aki[ke]t, ami[ke]t, amelye[ke]t): lo vir ki venir e ke tu no libar (a férfi, aki jön, és akit nem szeretsz). Ugyanakkor alanyi mellékmondat esetén a dologra utaló ko (mi[k]?) kérdőszó helyett a személyre vonatkozó alanyesetű ki (aki[k], ami[k], amely[ek]) névmás használatos: Mi ja werir tot vestos ki sar ik (Már minden [olyan] ruhát viseltem, amelyik itt van); Mi prifar pyes ki me fur ridi (Olyan darabot szeretek inkább [nézni], amelyik meg fog nevettetni). 
Bár a neo nyelv általában nem használ az alárendelő mellékmondatok mellett utalószót, de a főnévhelyettesítő szerkezetekben a vonatkozó névmást a co szócska vagy az önálló lo (többes számban los) névelő előzi meg. A két megoldás ekvivalens, az előbbit a frankofónoknak, az utóbbit pedig az angol nyelvűeknek készült leírások preferálják. Így: lo ki me plar (ami tetszik nekem); lo ke mi var i (amit meg akarok szerezni); co ke tu vidar (amit látsz); lo ke mi prifar (amit inkább kedvelek); los ke tu me montrir (amiket mutattál nekem); co k’il nun far no onesta (amit most tesz, [az] nem tisztességes); tu par fi co ke tu var (megteheted azt, amit akarsz); tu no par sem fi co (lo) ki te plar (nem teheted meg mindig, ami neked tetszik). 
A ke (aki[ke]t, ami[ke]t, amelye[ke]t) névmás végmagánhangzója magánhangzóval kezdődő szavak előtt kieshet: l'okos d′un fem k’il vidir (egy olyan nőnek a szeme, akit látott); il obtenir lo k’il dezir (megszerezte, amit akart).

## Az elöljárószó
A mondatban a nyelvtani viszonyokat a neo nyelvben alapvetően elöljárószavak (prepozíciók) fejezik ki, amelyek a névszók szótári alakjához járulnak. Ennek a szabálynak a személyes névmásoknál van jelentősége, mert ezeknek vannak nyelvtani viszonyt kifejező analitikus „ragozott” alakjaik. Az analitikus formák mellett használhatók az elöljárószóval szerkesztett szerkezetek is, és ez igaz az 1965-ös nyelvváltozat által bevezetett ’y ~ ’oy birtokos ragra is. Ugyanakkor a korpuszban nincs példa a birtokos névmások de elöljárószós birtokos szerkezettel való kiváltására, valamint a -ye toldalék jelentéstartalma eltér a megfelelő elöljárószós határozói szerkezetektől (l. a főnév ragozott formáinál). 
Az elöljárószók rendszere a neo nyelvben alapvetően a francia nyelv mintáját követi, így az eszperantótól eltérően nem lehet megkülönböztetni az egyes elöljárószók lokatívuszi (hol? kérdésre felelő) és latívuszi (hová? kérdésre felelő) használatát. Ugyanakkor a nyelv bevezette az u elöljárószót, amellyel orosz mintára (de a megfelelő latin és magyar szerkezethez hasonlóan) a birtoklást kifejező ige használata kiváltható, pl. u mi [sar] libro ~ orosz у меня [есть] книга (u meňa [jesť] kniga) ~ latin est mihi liber ~ magyar [nekem] van könyvem. 
Sok határozószó az önálló használat mellett az utána álló főnévi csoporttal viszonyító szerkezetet is képez, azaz elöljárószóként is viselkedik: mi no ozar aventuri exe talvede (nem merek kint kalandozni ilyen időben) ~ il [sar] nun exe bosko (most kint van az erdőből). Emiatt több szinonim vagy alig elhatárolható értelmű elöljárószót tartalmaz a nyelvdefiníció, pl. fra ~ inye (belül <időben>); dre ~ rir ~ ritre (mögött, mögé); obe ~ sure (fölött, fölé); sure ~ unte (alatt alá). 
A de elöljárószó magánhangzóval kezdődő szavak előtt ejtésben és írásban is elvesztheti a véghangzóját, egyes prepozícióknak hosszabb és rövidebb alternatív alakja is van, továbbá a lo határozott névelő egybeolvadhat (változatlan hangsúlyozás mellett) az őt megelőző magánhangzóra vagy -n-re végződő primer elöljárószavakkal. Ez az összevonás nem kötelező. Fontos tudni, hogy az így összevont alakok egybeeshetnek más szótövekkel, pl. kol kol ~ kon lo kol (a káposztával). Az alábbi táblázat a legfontosabb elöljárószavakat sorolja föl.
| Elöljárószó | Elöljárószó | Jelentés                                                                | Példa |
| önálló      | összevont   | Jelentés                                                                | Példa |
| ----------- | ----------- | ----------------------------------------------------------------------- | --- |
| a           | al          | -nak/nek <részeshatározó és irány>, -ra/re, -hoz/hez/höz, felé          | l′ensener parlar al alevos (a tanító a tanulókhoz beszél); mi fonir al doktor (az orvosnak telefonáltam)           |
| ab          |             | -tól/től (kezdve) <időben>                                              | ab oje (mától kezdve)                                                                                              |
| akontre     |             | -val/vel ellenkezően                                                    | |
| ante        | antel       | előtt, elé <térben>                                                     | antel pordo [sar] un lanterno (az ajtó előtt egy lámpa van)                                                        |
| apse        | apsel       | -val/vel szemben, mellett, -nál/nél <közvetlenül>, -hoz/höz <támasztva> | lo tablo sar apsel mur (az asztal a falnak van támasztva)                                                          |
| da          | dal         | -ból/ből, -tól/től <térben>                                             | mi ju venar dal klezo/paner (éppen a templomból/péktől jövök)                                                      |
| cir         |             | körülbelül, mintegy                                                     | |
| cis         |             | -n innen; -n ide                                                        | |
| de (d′)     | del         | -nak/nek a(z) … <birtokviszony>                                         | vo [sar] lo dom de ta professor? (hol van a tanárod háza?)                                                         |
| do          | dol         | után <időben>                                                           | |
| dep         |             | óta                                                                     | dep ma infaneso (gyermekkorom óta)                                                                                 |
| dorse       |             | -nak/nek háttal                                                         | |
| dre         | drel        | mögött; mögé                                                            | lo dom [sar] drel krezo (a ház a templom mögött van)                                                               |
| dun         | dul         | alatt <időben>, során                                                   | |
| eske        | eskel       | -t kivéve, kivételével                                                  | |
| exe         |             | -n kívül/túl                                                            | |
| face        |             | -val/vel szembe(n)                                                      | |
| fra         |             | -n belül <időben>                                                       | mi venor fra du oros (két órán belül megjövök); fra kan departar lo tren? (mikor/mennyi időn belül indul a vonat?) |
| gre         | grel        | ellenére, dacára                                                        | |
| in          | nel         | -ban/ben; -ba/be                                                        | nel mensocar vi par edi kelore (az étkezőkocsiban bármikor ehettek)                                                |
| ine         |             | -n belül <térben>; bele a(z) …-ba/be                                    | el entrar ine sa rol (beleéli magát a szerepébe)                                                                   |
| infolge     |             | következtében, -t követően, után, mögött                                | |
| inloke      |             | helyett                                                                 | |
| inte        | intel       | között; közé                                                            | |
| inye        | inyel       | -n belül <időben>                                                       | et labor [sar] endenda inyel vek (ezt a munkát be kell fejezni a héten)                                            |
| je          | jel         | <más elöljárószóval ki nem fejezhető viszony>                           | lo vir jel griza grantos (a szürke kesztyűs férfi)                                                                 |
| kauze       | kauzel      | miatt, következtében, -ra/re tekintettel                                | |
| kon         | kol         | -val/vel                                                                | mi exor au kon tu au kon nilum (vagy veled megyek el vagy senkivel); kune kol nuv vestos (az új ruhákkal együtt)   |
| konforme    |             | szerint, értelmében, alapján, -nak/nek megfelelően                      | |
| kontre      | kontrel     | ellen, szemben; ellenében                                               | nu fexu kontre destin! (ne küzdj a végzet ellen!)                                                                  |
| les         |             | szerint, -nak/nek megfelelően                                           | les exijo de la frat (a fiútestvére kívánsága szerint)                                                             |
| longale     |             | mentén                                                                  | |
| mede        |             | közt, között, közepén                                                   | |
| meze        |             | által, révén, segítségével                                              | |
| nir         |             | -hoz/höz közel, mellett; -nak/nek a közelébe, mellé                     | tro nir lo pordo (az ajtóhoz túl közel)                                                                            |
| obe         |             | -n fent; -ra/re fel, -n felfelé                                         | |
| on          | ol          | -on/en/ön (rajta); -ra/re (rá)                                          | sar lo libro ol tablo? (a könyv az asztalon van?)                                                                  |
| pe          | pel         | -n át, keresztül; által                                                 | |
| po          | pol         | -nak/nek, számára, részére                                              | mi prenar etun, totosunos [sar] po vu (én ezt választom, a többi a tiétek [nektek van])                            |
| pre         | prel        | előtt <időben>                                                          | |
| pri         | pril        | -ról/ről (szólva), -t illetően                                          | el skribir un libro pril guer (a háborúról írt könyvet)                                                            |
| pro         | prol        | miatt, -ért; révén; -ként; -nként                                       | |
| rektele     |             | -nak/nek az elején, elülső oldalán; elejére, elülső oldalára            | |
| rir         |             | végén, mögött; végére, mögé                                             | |
| rispe       |             | -ra/re válaszul                                                         | rispe va brif, nos v’informar (levelükre válaszul tájékoztatjuk önöket)                                            |
| ritre       |             | végén, mögött; végére, mögé                                             | |
| sen         |             | nélkül                                                                  | mi no vur ye gi sen tu (nem akarok oda menni nélküled)                                                             |
| she         | shel        | -nál/nél; -hoz/hez/höz                                                  | venu kon mi shel doktor (gyere el velem az orvoshoz)                                                               |
| sub (su)    | sul         | alatt; alá                                                              | it [sar] sub lo sidil (a szék alatt van)                                                                           |
| sube        | subel       | -n alul, -nak/nek alatta; alá                                           | l′aqos ki sar sube lo cel (a vizek, amelyek az ég alatt vannak)                                                    |
| sur         |             | felett, -on/en/ön; felé, -ra/re                                         | |
| sure        |             | -n fölül, fölött; fölé                                                  | eto sure la mezos (ez fölül van az eszközein/lehetőségein)                                                         |
| terge       |             | -nak/nek a hátán, túloldalán; hátára, túloldalára                       | il skribir som vortos terge lo ricep (néhány szót írt a recept hátoldalára)                                        |
| trans (tra) | tral        | -n túl                                                                  | |
| tru         | trul        | -n át                                                                   | |
| u           | ul          | -nál/nél, -nak/nek, birtokában <birtoklás kifejezésére>                 | u il [sar] du filyos e un filin (két fia és egy lánya van)                                                         |
| um          |             | körül                                                                   | |
| unte        | untel       | -hoz/hez/höz képest lent; le, -n lefelé                                 | |
| us          |             | -ig                                                                     | vu par atendi us kras (tudtok várni holnapig)                                                                      |
| ver         |             | felé; tájban                                                            | |

## Az ige
A neo, mint a nemzetközi segédnyelvek általában, nem használ személyragozott igealakokat, ezért ha a mondatban nincs más alany, akkor – a felszólító mód kivételével – a megfelelő személyes névmást ki kell tenni. A szintetikus igealak azonban kifejezi az ige (kijelentő, feltételes, felszólító) módját, és kijelentő módban a (jelen, múlt, jövő) igeidőt is. Segédigéből és igenévből álló összetett alakokkal azonban további igeidők (pl. régmúlt, a feltételes mód múlt ideje) és szenvedő igealakok is alkothatók. A szenvedő és a visszaható szerkezetek ugyanakkor opcionálisan infixumokkal analitikus módon is kifejezhetők. 

### Egyszerű igelakok
Az ige szótári alakja a főnévi igenév. Ebből az -i toldalék elhagyásával kapjuk az ige tövét, amelyhez járulnak az egyszerű igealakokat alkotó végződések. A felszólító módnak két végződése van, a hosszabb az ún. egy szótagos igék esetén használatos, amelyeknek töve nem tartalmaz magánhangzót. Ide tartozik a birtoklást kifejező ige rövid alakja is, amelynek töve „üres”, azaz az alakjai megegyeznek a puszta igetoldalékokkal. 
| Igealak                 | Toldalék    | Ragozott forma  | Ragozott forma | Példa |
| ----------------------- | ----------- | --------------- | -------------- | --- |
| Igető                   |             | vid- lát, néz   | s- van         | |
| Főnévi igenév           | -i          | vidi            | si             | mi var nor le udi o vidi (nem akarom sem hallani, sem látni őt); si (lenni) |
| Kijelentő mód jelen idő | -ar         | vidar           | sar            | ken vidar vu? (kit láttok?); mi sar (vagyok); nos sar (vagyunk) |
| Kijelentő mód múlt idő  | -ir         | vidir           | sir            | mi ni le vidir pree (nem láttam őt korábban); tu sir (voltál); el sir (volt) |
| Kijelentő mód jövő idő  | -or         | vidor           | sor            | ixa [sar] lo kor-puras, den zi vidor Deo (boldogok a tiszta szívűek, mert ők meglátják az Istent); il sor (lesz); vu sor (lesztek) |
| Feltételes mód          | -ur         | vidur           | sur            | ed es [it] oxur [ke] vu vidur et ma virsos („oh! hogyha e sorokra néz szemed”; <szó szerint:> és ha [úgy] lenne [hogy] ezekre a soraimra néznétek); zi sur (lennének, volnának); ki sur (ki/aki lenne, ki/aki volna; kik/akik lennének, kik/akik volnának)                                                   |
| Felszólító mód          | -u ~ -iu    | vidu            | siu            | vidu in ka stando [sar] vu! (nézd/nézzétek meg, milyen helyzetben vagytok); siu bona (legyél jó, legyetek jók) |
| Befejezett igenév       | -at         | vidat           | sat            | ar tu vidat ma dom? (láttad már a házamat?); mi ar sat (voltam) |
| Folyamatos igenév       | -anda -ande | vidanda vidande | sanda sande    | mi [sar] vidanda (éppen nézek); vidande lo landel (a tájat látva); sande ik (itt lévén) |
| Előidejű igenév         | -inda -inde | vidinda vidinde | sinda sinde    | vidinde lo rizult, nos sir konvinkat (az eredményeket látva [miután láttuk az eredményeket,] meg lettünk győzve); ben meritat, sinde tan edema (aki mohó, megérdemli / jól megérdemelte, miután olyan mohó volt)                                                                                             |
| Utóidejű igenév         | -onda       | vidonda         | sonda          | mi [sar] it vidonda (éppen azt fogom megnézni / azon vagyok, hogy azt megnézzem); nel mesos venonda (az elkövetkezendő hónapokban) |
| Beálló igenév           | -enda       | videnda         | senda          | ye [sar] som rimarkayos videnda (van itt néhány megnézendő/megnézni való nevezetesség); Es un vir [sar] malixa, sovenu ke la malix [sar] sa kulpo; den Deo fir tot viros senda ixa (Ha egy ember boldogtalan, emlékezz, hogy a boldogtalanság az ő hibája; mivel az Isten minden embert boldognak teremtett) |

- A főnévi igenév: 
  - Helyettesítheti a felszólító módú alakokat mind fő-, mind mellékmondatban: si bona (jónak lenni, legyél jó, legyetek jók); fi va dov (tegyétek a kötelességeteket, csináljátok meg a dolgotokat).
  - Ez az igealak áll a módbeli segédigékkel: il no var gi skolye (nem akar iskolába menni); ke par mi fi po vu? (mit tehetek értetek?); mi shar gi (mennem kell); mi vozar [k’] il por veni (azt kívánom, hogy el tudjon [majd] jönni).
  - Mellékmondatokat is rövidíthet: mi sperar ve vidi kras (remélem, hogy holnap látlak benneteket); mi shir preni un taxi po veni (taxit kellett hívnom azért, hogy idejöhessek); lo temp de farti (az indulás ideje).
  - Amennyiben szükséges, időt és igeszemléletet kifejező főnévi igenévi alakok is képezhetők: vidandi = si vidanda (éppen nézni); vidindi = si vidinda = i vidat (korábban nézni); vidondi = si vidonda (majd nézni); vidati = si vidat (nézve lenni).
- A kijelentő mód egyszerű igeidőinek használata a magyarhoz hasonló azzal a különbséggel, hogy a jövő idő nem fejezhető ki jelen idejű alakkal: il por risti un or e dim (másfél órát maradhat [majd]). A szenvedő igealakok és a magyar nyelv által nem ismert igeidők és aspektusok összetett igeneves szerkezetekkel fejezhetők ki.
- A feltételes mód egyszerű alakja jelen időt fejez ki. A múlt idő összetett igealakkal adható vissza.
- A magyarhoz és az eszperantóhoz hasonlóan a felszólító mód (vagy az azt helyettesítő főnévi igenév) fejezi ki a kötőmódot is: mi var il me ciu (azt akarom, hogy elmondja nekem); vur vu il kantu? (szeretnétek, hogy énekeljen?). Ha a felszólító módú igealak mellett nincs kitéve az alany, akkor az a második személyre utal a kontextustól függően egyes vagy többes számban: venu ik (gyere/gyertek ide); Na shakida pan ne diu oje (Mindennapi kenyerünket add meg nekünk ma).
- A befejezett melléknévi igenév főként összetett igealakokat képez, ilyenkor a birtokigével befejezett, illetve múlt idejű, a létigével szenvedő jelentése van. Melléknévként szenvedő értelmű, de ekkor sem kap -a osztályjelölő végződést: lo vir vunat (a sebesült férfi). Főnevesedve az -at toldalékot hímnemben -un, nőnemben -in képző helyettesíti: vunun (sebesült <férfi>), vinin (sebesült <nő>). Osztályjelölő végződés hiányában határozói igenév nem képezhető belőle.
- A -Vnda képzős cselekvő melléknévi igenevek főként melléknévként és értelmezőként használatosak, de a létigével összekapcsolva változatos igei aspektusok is kifejezhetők velük. Leggyakrabban azonban az -e végződésű (-Vnde képzős) származékaik, a határozói igenevek fordulnak elő, amelyekkel mellékmondatok rövidíthetők. Mind a mellélnévi -Vnda, mind a határozói -Vnde toldalékos alakokban a V helyén a kijelentő módú időjelekkel azonos magánhangzó jelzi, hogy az igenév milyen relatív időt fejez ki: -a- áll a folyamatos (egyidejű vagy jelen idejű), -i-- az előidejű (vagy múlt idejű) és -o- az utóidejű (vagy jövő idejű) referencia esetén: lo ship departanda az induló hajó; a hajó, amelyik éppen elindul); lo ship departinda (a hajó, amelyik [már] elindult); a [már] elindult hajó); lo ship departonda (a hajó, amelyik indulni fog; az indulásra kész hajó); shendande dal tren, il kadir e vunisir (leszállva a vonatról [leszállás közben] elesett és megsérült); perdinde lo klil del pordo, il entrir trul fenso del kuk (az ajtó kulcsát elvesztve [annak elvesztése után] a konyhaablakon keresztül jutott be). Amennyiben az idő kifejezése indifferens, a folyamatos igenévi forma (-anda, -ande) használandó.
- A beálló igenév -enda toldaléka formailag hasonló a cselekvő igenevek képzőihez, és jelentésében is rokonnak tűnik a szenvedő szerkezetbe tett utóidejű melléknévi igenévvel, azonban nem relatív időt, hanem modális tartalmat, a cselekvés szükséges, illetve érdemes voltát fejezi ki. Ilyen formán a magyarban általában az -andó ~ -endő (néha -ható ~ -hető) képzős igenév felel meg neki: yen muzeo [sar] videnda (ez a múzeum megnézendő, ezt a múzeumot érdemes megnézni); nux dufrompenda (nehéz dió, nehezen feltörhető dió), nix / nilo fenda (nincs teendő); fir [sar] batenda van [it sar] varma (addig kell ütni a vasat, amíg meleg).

### A létige elhagyása
A létige kijelentő mód jelen idejű sar (illetve hosszabb esar) formája elhagyható mind főigei szerepben, mind a névszói állítmány mellől, mind pedig az összetett igealakokból az alany számától és személyétől függetlenül: il [sar] bona (ő jó); el [sar] vere nusa (ő valóban csinos); il [sar] sem lasa (ő mindig fáradt); zi [sar] ni lasa (ők sosem fáradtak); tu [sar] un boy kleva (te okos fiú vagy); mi [sar] parlanda (én éppen beszélek); mi [sar] batat (ütnek engem, ütve vagyok). cu [sar] ye mul jensos? (sok ember van ott?); u mi [sar] sento de laso (fáradt érzésem van, fáradtságot érzek). – Nem hagyható el a sar, ha ezzel a kijelentés értelme elveszne. Különösen ez a helyzet, ha a személytelen it névmás is elmarad: [it] sar is (tíz óra van).

### Igeidőt kifejező összetett igealakok
A birtoklást kifejező i ige jelen idejű (ar, ir, or, ur) igealakjai segédigeként az -at képzős befejezett melléknévi igenévhez járulva múltra vonatkozó speciális időszemléletet kifejező összetett igealakokat képeznek. 
1. Az összetett múlt a birtokige jelen idejű ar alakjával képződik: mi ar sat (voltam); tu ar fat (tettél, csináltál); nos ar vidat (láttál, néztél). Ez az igealak az 1961-es nyelvváltozat és az 1965-ös angol nyelvű definíció szerint azt fejezi ki, hogy az igével leírt cselekvés hatása még a jelenben is tart. Használata tehát az angol present perfectéhez hasonló. Karlomagno sir lo plu gran roy d’Europ (Nagy Károly volt Európa legnagyobb királya [annak idején]); Karlomagno ar sat lo plu gran roy d’Europ (Nagy Károly volt Európa legnagyobb királya [még mindig az, nem volt nagyobb azóta]). – Az 1965-ös francia nyelvű definíció nyelvtani fejezete azonban a szerkezetileg megfelelő passé composé-val fordítja. Ennek jelentése azonban eltérő: pontszerű, nem ismétlődő múltbeli cselekvést, történést ír le függetlenül annak jelenbeli hatásától; ar tu vidat ma dom? (láttad a házamat?)
2. A régmúlt a múlt idejű ir birtokigével alakul. Előidejű múltat fejez ki, ezért rendszerint egy másik múlt (egyszerű vagy befejezett) mellett fordul elő a másik múlt idő előtt bekövetkezett régebbi múlt idejű cselekvés kifejezésére. Önmagában használva olyan cselekvést, történést jelöl, amely a múlt egy időpontja előtt történt; de elég, ha ennek gondolata csak a beszélő tudatában eleven. El ir promenat (sétált [a régmúltban, mielőtt mást csinált volna]); nos ir ni vidat tan bel kozos (még sohasem láttunk ilyen szép dolgokat); Vu udir, so ir dicat: ok po ok, dent po dent (Hallottátok, hogy megmondatott: Szemet szemért, fogat fogért).
3. A jövő idejű or birtokigével képzett befejezett jövő a régmúlthoz hasonlóan előidejű alak, és két jövő idő közül az előbb bekövetkezőt jelöli. Önállóan olyan cselekvést vagy állapotot ír le, amely a jövő egy időpontja előtt fog megtörténni. Zel or fat to (mindent meg fognak tenni [ha valami történne]); zi or endat (végezni fognak [a szükséges időpontig]); Verede mi te dicar, tu nilmode en exor, pre tu or pagat l’ultima monul (Bizony mondom néked, ki nem jössz onnan, amíg meg nem adod az utolsó fillért is).
4. A feltételes múlt használata, amely a feltételes ur birtokigével alakul, hasonló a magyaréhoz: mi ur promenat (sétáltam volna); vu ur vidat marvabela kozos (csodaszép dolgokat láttatok volna); ki ur pensat! (ki goldolta volna!).

### Szenvedő igealakok
A si létige segédigeként használt jelen idejű (sar, sir, sor, sur) alakjainak és az -at képzős befejezett melléknévi igenévnek a kapcsolata szolgál a szenvedő szemlélet visszaadására: mi [sar] batat (engem ütnek, ütve vagyok); zi sir batat (őket ütötték, ütve voltak); vu sor batat (benneteket fognak ütni; ütve lesztek); nos sur batat (minket ütnének, ütve lennénk); il shar si batat (ütni kell őt). Ilyenkor a cselekvőt a pe elöljárószó jelöli: zi sir vidat pe mulunos (sokan látták őket).
A fenti szokásos analitikus szerkezetek az igető és a toldalékok között megjelenő -at- infixum segítségével egyetlen igealakká rövidíthetők: mi batatar = mi [sar] batat (engem ütnek, ütve vagyok); zi batatir = zi sir batat (őket ütötték, ütve voltak); vu batator = vu sor batat (benneteket fognak ütni; ütve lesztek); nos batatur = nos sur batat (minket ütnének, ütve lennénk); il shar batati = il shar si batat (ütni kell őt); zi vidatir pe mulunos = zi sir vidat pe mulunos (sokan látták őket).
A szenvedő szerkezet a so általános alany használatával kiváltható: narvek so dor un film muy amuzifa (a jövő héten egy nagyon szórakoztató filmet fognak adni); so konstatar un idida melazo (napról napra javulást tapasztalnak, napról napra javulás tapasztalható); Vu udir, so ir dicat: Tu amor ta vezun e odor ta nemik (Hallottátok, hogy megmondatott: Szeresd felebarátodat, és gyűlöld ellenségedet).

### Visszaható igék
A visszaható igék esetén az alapigét az első és második személyben a megfelelő személyes névmás tárgyesete, a harmadik személyben (és az igenevek mellett) pedig a visszaható névmás kíséri. A normál szórendben a visszaható névmás, miként a hangsúlytalan tárgyesetű személyes névmások, az ige előtt, de az alany után áll: mi me mirar (nézem magam); tu te mirar (nézed magad); il se mirar (nézi magát); nos ne mirar (nézzük magunkat); vu ve mirar (nézitek magatokat); zi se mirar (nézik magukat). 
Az előzőek szerinti normál visszaható szerkezet analitikusan is kifejezhető az ige töve és toldaléka közé tett -is- infixummal: mi mirisar = mi me mirar (nézem magam); il vunisar = il se vunar (megsebzi magát, megsebesül); zi kontradicisar = zi se kontradicar (ellentmondanak maguknak).  

### Kölcsönös igék
A neo a kölcsönös igéket nem a kölcsönös névmással, hanem az igető és a toldalék közé járuló -uc- infixummal képezi: nos amucar (szeretjük egymást); zi kontinue ofenducar (folytonosan bántják egymást); Amucu e vu sor ixa! (Szeressétek egymást, és boldogok lesztek).  

### Személytelen igék
Az időjárást, időpontot stb. kifejező igék és igei szerkezetek formális alanya az egyes szám harmadik személyű it személyes névmás. Ez az ilyen személytelen szerepében elhagyható, ahogy általában a magyar sem használ ilyenkor formális alanyt: [it] far bela (szép idő van); [it] fir mala (rossz idő volt); [it] sar is (tíz óra van); [it] sir minox (éjfél volt); [it] sor tro tarde (túl késő lesz); [it] sar tro ([ez] túl sok; több, mint elég); [it sar] no sufa ([ez] nem elég); [it] sar tro iza ([ez] túl könnyű); [it] sar vere dufa ([ez] valóban nehéz); [it] me parar noposibla ([ez] nekem lehetetlennek látszik); [it sar] kan strana! (milyen különös!); [it] sur rigrenda (sajnálatos lenne).

### Körülírt igealakok
A körülírt igealakok ritkábban előforduló igei aspektusok opcionális kifejezésére adnak lehetőséget, illetve más igei szerkezetek alternatívájaként szolgálhatnak.   
1. Folyamatos aspektusú cselekvő igeszerkezet képezhető a létige jelen idejű (sar, sir, sor, sur) alakjának és az -anda képzős folyamatos melléknévi igenévnek az együttesével. Másik igével olyan egyidejű cselekvést, történést jelöl, amely a másik cselekvés, történés bekövetkeztekor éppen folyt, folyik vagy folyni fog.
  - Folyamatos jelen: mi [sar] edanda (éppen eszem).
  - Folyamatos múlt: mi sir edanda (éppen ettem); van il venir, mi sir lejanda (amikor megjött, éppen olvastam).
  - Folyamatos jövő: mi sir edanda (éppen enni fogok).
  - Folyamatos feltételes mód: mi sur edanda (éppen ennék, éppen ettem volna).
2. A létige jelen idejű (sar, sir, sor, sur) alakjának és az -inda képzős előidejű melléknévi igenévnek a kapcsolata ugyanazt a jelentést hordozza, mint a birtokige megfelelő alakjával és a befejezett melléknévi igenévvel szerkesztett összetett igeforma.
  - Körülírt összetett múlt: mi [sar] edinda = mi ar edat (ettem [ezért már nem vagyok éhes]).
  - Körülírt régmúlt: mi sir edinda = mi ir edat (ettem [az említett múlt idejű esemény előtt]).
  - Körülírt befejezett jövő: mi sor edinda = mi or edat (enni fogok [az említett időpontig]).
  - Körülírt feltételes múlt: mi sur edinda = mi ur edat (ettem volna).
3. A közeli jövő kifejezhető: 
  - a létige és az -onda képzős utóidejű melléknévi igenév együttesével, pl. mi [sar] fartonda (elutazófélben vagyok, nemsokára elutazom); nos [sar] arivonda (érkezőfélben vagyunk, nemsokára megérkezünk); vagy
  - a ju módosítószó használatával egy jövő idejű igealak mellett, pl. mi ju fartor (nemsokára el fogok utazni), nos ju arivor (nemsokára meg fogunk érkezni).
  - A két megoldás együttesen az előkészület mozzanatát hangsúlyozza: mi [sar] ju fartonda (készülök elutazni; azon vagyok, hogy elutazzak), nos [sar] ju arivonda (készülünk megérkezni; azon vagyunk, hogy megérkezzünk).
4. A közelmúlt árnyalatát az egyszerű vagy összetett múlt idő adja vissza a ju módosítószóval: li [sar] ju exinda = li ju exir (nemrég ment el); li ir ju exat = li sir ju exinda (éppen azelőtt ment el).
5. Az egyszerű jelen a ju módosítószóval azt fejezi ki, hogy a cselekvés, történés a kijelentés időpontjában éppen végbemegy. A jelentése ilyen módon rokon a folyamatos jelen önálló használatával: mi ju aprenar (éppen most tanulok); il ju arivar (éppen most érkezik).

### Imperfektum
Annak ellenére, hogy a múltbeli folyamatos, elejében és végében meg nem határozott cselekvést, történést jelölő igeidőt (az mperfektumot) nem támogatja a neo nyelv sztenderdje, azok – főként a franciák –, akik anyanyelvük folytán nem tudnak elszakadni ettől az igeidőtől (vö. francia imparfait), annak kifejezésére használhatják az -iar végződést: Mi meditiar e no akorgir ke lo temp de farti iar arivat (Elgondolkodtam, és [közben] nem vettem észre, hogy az indulás ideje eljött).

### Egy szótagos igék
Az alábbi gyakori igéknek egy szótagos összevont alakváltozataik is vannak. Az egy szótagos igék töve nem tartalmaz magánhangzót.
| Rövid | Teljes | Jelentés                           |  | Rövid | Teljes | Jelentés             |
| ----- | ------ | ---------------------------------- |  | ----- | ------ | -------------------- |
| i     | avi    | van neki, birtokol                 |  | pi    | povi   | tud, -hat / -het     |
| bi    | bevi   | iszik                              |  | pli   | plazi  | örömet okoz, tetszik |
| di    | doni   | ad                                 |  | si    | esi    | van, létezik         |
| fi    | fari   | csinál, készít, (meg)tesz          |  | shi   | shali  | kell <vmit tenni>    |
| fli   | flugi  | repül                              |  | spi   | sapi   | tud, ismer           |
| gi    | igi    | megy                               |  | sti   | esti   | marad, van <vhol>    |
| ji    | iji    | válik <vmivé>, lesz <vmi, vmilyen> |  | ti    | meti   | rak, tesz, helyez    |
| kri   | kredi  | hisz                               |  | tri   | trovi  | talál                |
| li    | lati   | hagy, enged                        |  | vi    | voli   | akar, kíván          |

Mind a teljes, mind a rövid, összevont alakváltozat pontosan ugyanazt jelenti; ezért opcionálisan, ízlés és érzés szerint használható az egyik vagy a másik. Azaz egyaránt választhatjuk bármelyik formát: l’aglo flar = l'aglo flugar (a sas repül); mi no par fi eto = mi no posar fi eto = mi no par fari eto = mi no posar fari eto (ezt nem tudom megtenni).
A nyelv specifikációja az i segédige kivételével a két szótagos forma használatát javasolta a szóbeli kommunikáció során, amikor nehezített a megértés, és egyébként is lassabb, artikuláltabb beszéd lenne szükséges.

### A birtokige kiváltása
Az u elöljárószavas szerkezet az orosz, latin, illetve magyar mintára kiválthatja a birtoklást kifejező i ige használatát: u mi [sar] libro ~ orosz у меня [есть] книга (u meňa [jesť] kniga) ~ latin est mihi liber ~ magyar [nekem] van könyvem. A korpuszban elsősorban fizikai és szellemi állapot kifejezésére használatos: u mi sento de laso (fáradt érzésem van, fáradtságot érzek); u mi of cefalgo (gyakran van fejfájásom); u mi probable epe bronkit (valószínűleg enyhe hörghurutom van); u mi somyes palpitados (néha szívdobogásom van); il ar (u il) un tup inferna (pokolian arcátlan), u il bon nazo (jó orra van); il ar (u il) bon skribo (jó az íráskészsége); u il kan energo! (mennyi energiája van!). Azonban: u il du filyos e un filin (két fia és egy lánya van); cu kaze u vu un dixonar? (van esetleg szótárotok?, van esetleg nálatok szótár?).

## Szóalkotás
A neo nyelvben a szóalkotás produktív lehetőségeit alkotja az osztályjelölő végződés változtatása, a szóösszetételek létrehozása, valamint az elő- és utóképzők használata. A szóösszetételek között tárgyaljuk a neo olyan speciális eszközeit, mint a grammatikai szerkezetek univerbációja és a részleges reduplikáció. Bár a toldalékrendszere alapján a neo agglutináló nyelv, a nemzetközi jellegének megtartása érdekében nem javasolt túl sok képzési eszköz használata egy szón belül. 

### Az osztályjelölő végződés változtatása
A szó nyelvtani osztályát jelölő -o (-Ø), -a, -e, -i stb. végződés cseréjével a szó szófaját lehet módosítani, amennyiben az a szó értelmét nem változtatja meg, csupán mondatbeli szerepét jelöli meg. Ha a jelentés is módosulna, akkor a megfelelő képző alkalmazandó. Pl. tento (kísérlet, próba) → tenta (kísérleti, próba-), tente (kísérletileg, próba jelleggel), tenti (kísérletezik, próbál).

### Szóösszetétel
Az összetett számneveket nem itt, hanem a tőszámnevekről szóló részben tárgyaljuk.

#### Mellérendelő szóösszetétel
A mellérendelő szóösszetételekkel a reduplikáció esetét leszámítva a nyelvdefiníció külön nem foglalkozik, és a korpuszban is kevés eset azonosítható. Némelykor azonban az e (és) kötőszóval kapcsolt kifejezések helyett állhat azok kötőjellel elválasztott kapcsolata, pl. Dixonar Neo-Polnal (neo-lengyel szótár).

#### Reduplikáció
A magyar napról napra, jobban és jobban (egyre jobban) alakú kifejezéseket a neo a mellérendelő összetétel egy speciális típusával, reduplikációval, azaz az alapszó megismétlésével adja vissza. A reduplikáció részleges, mert előtagként – több szótagos tő esetén – csak az alapszó első zárt szótagja ismétlődik. Az ilyen összetételek alapesetben határozói jellegűek, így -e osztályjelölőre végződnek: minminute (percről percre); idide (napról napra); ananye (évről évre); vekveke (hétről hétre); benbene (jobban és jobban, egyre jobban). A reduplikáció mintájára hasonló jellegű fokozó összetételek is előfordulhatnak, pl. malpize (rosszról még rosszabbra). 
Ezek a határozói összetételek az osztályjelölő végződés cseréjével fokozó értelmű melléknévvé és igévé alakíthatók át: letleta (egyre kisebb); letleti (egyre kisebbedik); ladlada (egyre csúnyább); oldoldi (egyre öregszik); impostos plupluar e rensos minminar (az adók egyre emelkednek és a jövedelmek tovább csökkennek).

#### Alárendelő szóösszetétel
A szóképzés nagyon gyakori eszköze az alárendelő szóösszetételek alkotása. Az ilyen jellegű összetett szavak az összetételi tagok egyszerű egymás mellé helyezésével képezhetők. Az utolsó tag kivételével a jóhangzás elvének megfelelően az összetételi tagok a teljes vagy (osztályjelölő végződés nélküli) tőalakjukban szerepelhetnek. Hosszú vagy nehezen átlátható összetételek az összetételi határon írásban kötőjellel tagolhatók. 
Az összetételi tagok sorrendje kötött: a minősítő elem megelőzi a minősített elemet, azaz a melléknév a főnevet, a birtokos a birtokot, az eredetileg hátravetett elöljárószavas jelző vezérszava a jelzett szót. Az ilyen szószerkezetek (a közérthetőség megtartásával) produktívan átalakíthatók alárendelő szóösszetételekké. Példák:
- bona (jó), kor (szív) → bonkor (jószívűség), bonkora (jószívű), bonkore (jószívűen, jó szívvel)
- vol (akarat) → bonvol (jóakarat), bonvola (jóakaratú), bonvole (jóakaratúan, jó akarattal)
- mala (rossz) → malkore (rossz szívvel), malvol (rosszakarat)
- skol (iskola), maestro → skolmaestro ~ skol-maestro (iskolamester, tanító), vö. francia maître d’école
- dorfo (falu), klezo (templom) → dorfoklezo ~ dorfo-klezo (falusi templom)
- lan (gyapjú), vest (ruha) → lanvest (gyapjúruha)
- art (művészet), istor (történelem) → artistor ~ art-istor (művészettörténet), artistora (művészettörténeti) → artistor-skol (művészettörténeti iskola)
- amor (szerelem), pen (szomorúság, bánat) → amorpen (szerelmi bánat)
- menso (étkezés), car (kocsi) → mensocar ~ menso-car (érkezőkocsi), vö. angol dining car
- restorant (étterem), wagon (vasúti kocsi) → restorant-wagon (étkezőkocsi), vö. francia wagon-restaurant
- fransa (francia), belga (belga) → los fransabelga idados (a frankofón belga napok)

Az alárendelő összetételek csak az utótagjukon veszik fel a többes szám jelét: dorfoskol (falusi iskola) ~ dorfoskolos (falusi iskolák); dormokam (hálószoba) ~ dormokamos (hálószobák); un artlibro (egy művészeti könyv) ~ du artlibros (két művészeti könyv).

#### Igei előtagú összetétel
A neo nyelv is ismeri az alárendelő szóösszetételnek azt az újlatin típusát, amikor egy, jellemzően tárgyi bővítményű igei csoport képez szóösszetételt az így kifejezett cselekvést végző személy vagy funkciót megvalósító tárgy jelölésére. Az általános összetételi szabálytól eltérően ekkor a minősített elem, azaz az ige áll elöl, a neo esetén főnévi igenévi formában. Ennek a szerkezetnek a magyarban leginkább a folyamatos melléknévi utótagú összetételek felenek meg: it portar sigaret (cigarettát hordoz) → portisigaret ~ porti-sigaret (cigarettatárca); el portar lo kruz (hordozza a keresztet) → portikruz (az a személy, aki a körmenetben a pap előtt viszi a keresztet); it tenar plum (tollat tart) → teniplum (tolltartó); it shugar plum (letörli a tollat) → shugiplum (tolltörlő, textil- vagy szivacsdarab a tinta letörlésére a toll hegyéről); it shugar vitrel (letörli az ablaküveget) → shugivitrel (ablaktörlő). 
Az igei előtagú összetételek kiválthatók olyan általános típusú összetételekkel, amelyeknek az összetételi tagjai az igei típusúhoz képest felcserélt sorrendűek, továbbá az igei eredetű utótaghoz személyek esetén az -er cselekvőnévképző, tárgyak esetén az -il eszköznévképző járul: portisigaret ~ sigaret-portil (sigaretil); portikruz ~ kruz-porter; teniplum ~ plum-tenil (plumil); shugiplum ~ plum-shugil; shugivitrel ~ vitrel-shugil.

#### Egyéb univerbáció
Ha egy jelzős kifejezés válik minősítővé, akkor a kifejezés tagjai összetételt alkothatnak az -a végződés felvételével. A magyarban ekkor általában -ú/ű képzős szerkezetet használnak: verda dako (zöld tető) → lo verdadaka urbo (a zöld tetős város); gran pedos (nagy láb) → granpeda Bert (Nagylábú Berta); griz okos (szürke szem) → lo grizoka vir (a szürke szemű férfi). Ennek alternatív szerkesztésmódja a je elöljárószó használata: lo urbo jel verda dakos, Bert jel gran pedos, lo vir jel groz okos. (Az 1961. évi nyelvváltozatban még a da elöljárószó állt ebben a szerepben: lo vir dal griz okos.) Határozószóként: gada kor (vidám szív) → gadakora (vidám szívű) → gadakore (vidám szívvel, örömmel). 
Elöljárós kifejezések válhatnak szóösszetétellel és az -a vagy az -e végződés felvételével melléknévvé, illetve határozószóvá: pre guer (háború előtt) → preguera (háború előtti), preguere (a háború előtt); pre naso (születés előtt) → prenasa (születés előtti, prenatális), prenase (a születés előtt, prenatálisan); pre existo (létezés előtt) → preexista (létezés előtti, előbb létező, korábban meglévő), preexiste (létezés előtt, előbb/korábban létezve); do skol (iskola után) → doskola (iskola utáni), doskole (az iskola után); do guer (háború utaán) → doguera (háború utáni), doguere (a háború után).
Hasonlóan összeránthatók melléknévvé határozószóval minősített igei kifejezések: sem vivi (mindig él) → semviva (mindig élő); nok vivi (még él) → nokviva (még élő); sem libi (mindig szeret) → semliba (mindig szerető), semlibat (mindig szeretett <férj, fiú>), semlibin (mindig szeretett <feleség, lány>); ni udi (soha nem hall <valamit>) → niudat (sosem hallott); ni vinki (sosem győz le <senkit>) → nivinkat (akit még sosem győztek le).
A birtokos névmások is megjelenhetnek összetételi előtagként összerántott határozókszavakban és melléknevekben: maopine (véleményem szerint); savole (saját akaratából); vadomye (az otthonotokban, az otthonaitokban); elopine (az ő véleménye szerint); zamode (az ő módjukra); il agir sakonvinke (a saját meggyőződése alapján cselekedett); maelte (részemről); navola decidos (saját akaratból hozott döntéseink); maname e name ma frat (az én nevemben és a fiútestvérem nevében).
Némely gyakori univerbációs előtagot (pl. do-, pre-) a nyelvdefiníció előképzőként is számon tart.

### Képzők
A neo az eszperantó utódnyelveként annak koncepcióját arról, hogy a szókincs produktív képzőkkel korlátlanul bővíthető. Az előképzők a változatlan alapszóval egybeírandók, ezért ezeket a szóösszetétel körében is lehet tárgyalni (vö. pl. do-, pre-). Ide tartoznak a magyar igekötőknek és igékkel egybeforrott határozói szerkezeteknek megfelelő prefixumok is. Az utóképzők az alapszónak az osztályjelölő végződés elhagyásával kapott tövéhez járulnak, és többségük-a velük képzett szavakat jellemző szófajba sorolja, így ezeket osztályjelölő végződéssel együtt mutatjuk be. Ilyenkor az elsődleges alakokból a szóalkotás egyéb módszereivel képezhetők a más szófajú változatok. Más utóképzők az alapszó szófaját nem változtatják meg, ezek esetén a végződést nem tesszük ki, pl. -ac-. 
Néhány képző szorosabban kötődik a morfológiai rendszer meghatározott részterületéhez, amelyeket ott és itt is részletezünk. Ezek: a helyhatározó eset -ye toldaléka és az -enda, -inda, -onda melléknéviigenév-képzők. A szavak nemzetközi alakjának biztosítása érdekében a produktív képzőkön kívül a neo a produktív képzőkön kívül korlátozott használatú szaknyelvi és nemzetközi képzőket is alkalmaz. 

#### Előképzők
| Előképző   | Jelentés                                    | Példa |
| ---------- | ------------------------------------------- | --- |
| ad-        | al-, helyettes, segéd-                      | adsekrer (másodtitkár, <USA> államtitkár); adderker (igazgatóhelyettes); adroy (alkirály) ; adkolnel (alezredes); adlinguo (segédnyelv) |
| amb-       | mindkét                                     | ambelta (kétoldalú); ambelte (mindkét oldalon); amb-dezo (kétoldalú kívánság, mindkét fél [együttes] kívánsága); ambdecide (kétoldalú elhatározással, mindkét fél elhatározása szerint) |
| ante-      | elő- <térben>                               | antekam (előszoba, várószoba); antegardo (előörs, élcsapat); antecentro (középcsatár); antekortel (előudvar, előkert); antebraso (alkar) |
| anti-      | ellen-, anti-                               | antialkola (antialkoholista <mn.>); antiatoma (atomvédelmi, atomcsapás-elleni); antikolonyismo (antikolonializmus, gyarmatatosításellenesség); antifebra (lázcsillapító <mn.>); antiprotekismo (antiprotekcionizmus, védővám-ellenesség); antikonstitua (alkotmányellenes)                         |
| arci-      | fő-, nagyon, túl(ságosan)                   | arcidux (főherceg); arcirika (nagyon gazdag, „kőgazdag”); arcikolma (túlzsúfolt); arcivesko (érsek); arciveska (érseki) |
| bi-, du-   | két, bi-                                    | bilingua (kétnyelvű); dulingue (két nyelven); bimetala (bimetall, két fémből készült, két [nemes-] fémre alapozott); bimesa (kéthavi) |
| bis-       | kétszer(es)                                 | bisveka (hetente kétszeri); bismesa (havonta kétszeri); biside (naponta kétszer); bisanye (évente kétszer) |
| bo-        | házasság általi rokonság                    | bopatro (após); bomatro (anyós); bofrat (sógor); bosor (sógornő); bofilyo (vő); bofilin (mnny); boeltros (apósék, anyósék, após és anyós) |
| di-        | ellentétképző: szét-, vissza-, el-, le-     | difi (visszaállít, visszacsinál); diarmo (lefegyverzés, leszerelés); divantagi (hátrányára van); dipoezi (költőiségtől megfoszt) |
| do-        | után(i) <időben>                            | domid (délután <fn.>); domida (délutáni); domide (délután <hsz.>); doguera (háború utáni); doguera presyos (háború utáni árak); doskola (iskola utáni) |
| du-        | l. bi-                                      | |
| duf-       | nehezen                                     | dufplekibla (nehezen magyarázható); dufvendibla (nehezen eladható); dufkapibla (nehezen felfogható); duflektibla (nehezen olvasható); dufudera (nehezen halló) |
| ex-        | volt, korábbi, ex-                          | exroy (volt király); expresident (volt elnök); exspozo (korábbi férj) |
| ge-        | mindkét nemű                                | gesiros (hölgyek és urak); gefratos (testvérek); gespozos (házastársak); Gesp. X (X úr és neje) |
| in-        | be-, bele-                                  | inmixi (belekeveredik, beleavatkozik); inkasi (behajt <pénzt>); inkesi (beládáz); involvi (belegöngyöl, beburkol, becsomagol) |
| inter-     | közbe-, közé-, -köz(i)                      | interven (közbenjárás, beavatkozás); interlini (sorok közé ír, sorközöl); internasyona (nemzetközi) |
| intra-     | -belül(i), intra-                           | intravenya (intravénás); intramuskla (intramuszkuláris, izomba adandó); intraderma (intradermális, bőrbe adandó); intracelula (intracelluláris, sejten belüli) |
| ize-       | könnyen                                     | izeplekibla (könnyen magyarázható); izedicibla (könnyen elmondható / kimondható); izekomprenibla (könnyen érthető) |
| ju-        | éppen, frissen                              | jumarlat (friss házas); juparsat (frissen megjelent); junasat (újszülött); juarivat (frissen megérkezett); juricat (éppen megkapott) |
| mal-       | pejoratív értelemben                        | malfama (rosszhírű); malformo (deformáltság, alaktalanság); malix (balszerencse); malonesta (becstelen, tisztességtelen); malablo (ügyetlenség, esetlenség) |
| mis-       | rossz(ul), téves(en)                        | misinformo (tévinformáció, félrevezető tájékoztatás); misposal (hatalommal való visszaélés); mistrati (rosszul kezel); mispronunco (rossz kiejtés) |
| mul-       | sok, több, poli-                            | mulforma (sokalakú, többalakú); muldenga (sokpénzű, pénzes); mulsilba (több szótagos); mulsorta artiklos (sokféle cikk) |
| nar-       | [rá]következő                               | narvek ([rá]következő hét); narmes ([rá]következő hónap); narmesa ([rá]következő hónapi); nardominke ([rá]következő vasárnapon); narsaba ([rá]következő vasárnapi); naryes (legközelebb); naroxe ([rá]következő alkalommal)                                                                        |
| ni-        | soha                                        | niudat (soha nem hallott); nividat (soha nem látott); nivinkat (soha le nem győzött) |
| no-        | tagadás: nem                                | noposibla (nem lehetséges, lehetetlen); noendat (nem befejezett, befejezetlen); novera (neme igaz); novole (nem akarva); nokribla (neme hihető, hihetetlen); nonegibla (nem tagadható); nonoposibla (nem lehetetlen)                                                                               |
| pas-       | előző, (el)múlt                             | pasmirko (előző szerda); pasvek (előző hét); pasveka (előző heti); pasyema (az előző télhez kötődő, előző téli); pasanya (előző évi, tavalyi) |
| pre-       | előtt(i), előre <időben>                    | preistora (őstörténeti, történelem előtti); preistor (őstörténet); predanki (előre megköszön); predestin (eleve elrendelés); prelasta (utolsó előtti) |
| re-        | ismét, újra                                 | refi (tettleg megismétel, újracsinál); renuvi (megújít, felújít); relekti (újraolvas); reinstal (visszahelyezés, újbóli beiktatás, újratelepítés); reprint (reprint, utánnyomás); remario (újraházasodás) ; redici (szóban megismétel, újramond)                                                   |
| ri-        | mostoha; csere-, pót-, tartalék             | rimatro (mostohaanya); ripatro (mostohaapa); rifrat (mostohabáty, mostohaöcs, fiú féltestvér); risor (mostohanővér, mostohahúg, lány féltestvér); ripyesos (pótalkatrészek); rirot (pótkerék); rigumon (tartalék gumiabroncs); rifolyos (tartalék lapok)                                           |
| rir-       | hátsó, utó-, hátra, vissza(felé)            | rirshop (bolt hátsó része); rirgardo (utóvéd, hátvéd); rirsizo (utóidény); rirpenso (hátsószándék); riraktiva (visszaható erejű, visszamenő hatályú); ririgi (hátrafelé megy) |
| sam-       | azonos, ugyan-                              | samlandan (honfitárs); samtempe (ugyanabban az időben, ugyanakkor); samkolora (azonos színű); samidea (eszmetársi); samidean ~ samidein (eszmetárs <férfi ~ nő>) |
| sen-       | fosztóképző: nélkül(i), -mentes, -tlan/tlen | senmova (mozdulatlan); senmovo (mozdulatlanság); senodora (szagmentes); senkondisa (feltétlen); senposo (erőtlenség); sendulda (türelmetlen); senduldo (türelmetlenség) |
| su-        | l. sub-                                     | |
| sub- ~ su- | al-, alul, alatti                           | subtera (föld alatti); submara (tenger alatti); submarior (tengeralattjáró); subsuol (altalaj); subdevolva (alulfejlett); substimi (alulbecsül) – magánhangzó előtt az előképző su- alakúvá rövidíthető: suagent (alügynök), suagentur (fiókügynökség); suevalui (alulértékel); suoficer (altiszt) |
| sur-       | fel-, felül, feletti                        | surom (szuperember, felsőbbrendű ember); suroma (emberfölötti); surstimadi (túlértékele, túlbecsül); surkoti (felülüt <kártyában>, felülvág, felülmetsz <anyagamegmunkálásnál>); surabondo (túlzott bőség, felesleg)                                                                               |
| to-        | minden-                                     | tokolora (többszínű, tarka, mindenféle színű); tomode (mindenképpen, minden módon); tosorta (mindenféle); tosorta jensos (mindenféle ember) |
| tre-       | l. tri-                                     | |
| tri-, tre- | három                                       | trimes (három hónap, negyedév, trimeszter); trimesa (negyedéves); trimese (negyedévente); trigon (háromszög); triped (háromláb, tripod); trebeda kam (háromágyas szoba) |
| tris-      | háromszoros(an)                             | trismese (havonta háromszor); trisanya periodik (évente háromszor megjelenő priodika) |
| un-        | egy, mono-                                  | unalma (egyhangú), unalme (egyhangúan); unalmeso (nézetazonosság, egyhangú vélemény); unelta (egyoldalú; unelteso(egyoldalúság); unkolora (egyszínű); underka veo (egyirányú út); unsilaba (egy szótagú)                                                                                           |
| yo-        | ezelőtt, azelőtt                            | yolong (hosszú idővel ezelőtt, régen); yopok (röviddel ezelőtt, nemrégiben); yovek (egy héttel ezelőtt); yovekos (hetekkel ezelőtt); yoanya koronazo (egy évvel ezelőtti koronázás) |

#### Utóképzők
| Utóképző      | Jelentés                               | Példa |
| ------------- | -------------------------------------- | --- |
| -ac-          | pejoratív, rosszallás                  | viraco (rossz ember, gazfickó); boyaco (rossz fiú, csibész); libraco (rossz könyv); verkaci (rosszul dolgozik, elfuserál, kontárkodik) |
| -ado1         | cselekvés eredménye: -ás/és, -ság/ség  | dumi (butít, butul) → dumado (butaság, ostobaság); fanfaroni (henceg, dicsekszik) → fanfaronado (hencegés, dicsekvés); sheni (színre visz) → shenado (színre vitel) → shenader (színházi rendező, ügyelő); movi (mozgat, mozog) → movado (mozgatás, mozgás) → movadi (elindít, elindul) |
| -ado1         | rang, tisztség                         | veskado (püspökség); veskada (püspökségi); ambasado (követség); profesorado (tanárság, tanári állás) |
| -ado1         | ütés                                   | pugnado (ökölcsapás); pedado (rúgás) → pedadi (rúg) |
| -al           | nyelv                                  | anglal (angol nyelv) → anglala (angol nyelvű), anglale (angol nyelven, angolul), anglali (angolul beszél, tud); fransal (francia nyelv); deucal (német nyelv); italal (olasz nyelv); espanal (spanyol nyelv); parisal (párizsi szleng); grekal (újgörög nyelv) ~ Grek (ógörög nyelv); rusal (orosz nyelv); nedal (holland nyelv); polnal (lengyel nyelv); cinal (kínai nyelv); japonal (japán nyelv) |
| -al           | növénytani csoport ragja               | rozal (rózsaféle), rozalos (rózsafélék, Rosaceae); cipresal (ciprusféle); verbenal (verbénaféle, vasfűféle) |
| -al           | minőség, fok                           | primala (elsődleges, elsőfokú, alapfokú elemi); duala (másodlagos, másodfokú); treala (harmadlagos, harmadfokú); primalun (elemi iskolás tanuló); un dualin (egy középiskolás lány) |
| -aldo         | vezető                                 | stasyonaldo (állomásfőnök); partedaldo (pártvezető); orkestraldo (zenekarvezető); stafaldo (vezérkari főnök) |
| -an2          | csoport tagja                          | civan ~ civin (polgár < férfi ~ nő>); feldan ~ feldin (paraszt <férfi ~ nő>); samriligan ~ samriligin (hittestvér <féefi ~ nő>) |
| -an2          | állattani csoport tagja                | bovan (tülkösszarvú), bovanos (tülkösszarvúak, Bovinae); ruminan (kérődző); shafan (juhféle); ovan (tojásrakó állat) |
| -aro          | hely                                   | edaro (étkező); pransaro (ebédlő); ludaro (játszótér, játékra való hely); pregaro (imaház) |
| -aryo         | kedvezményzett                         | destinaryo (címzett); latadaryo (végrendeleti örökös); beneficaryo (kedvezményezett) |
| -ati          | szenvedő ige                           | batati (ütve, verve van); vidati (látva van, látszik); tu batatar pe ta adverser (az ellenfeled megver téged); li vidatir pe tos kolpi et pov vir (mindenki látta őt, ahogy veri azt a szegény embert) |
| -ava          | -t tartalmazó                          | firava (vastartalmú, vasas); kuprava (réztartalmú); aurava (aranytartalmú), aranyban gazdag); nilava (semmit sem tartalmazó, híjával lévő) |
| -ayo          | dolog, valami                          | edayo (étel, eleség, táplálék); bevayo (ital); dorayo (kemény dolog, bőrkeményedés); medikayos (gyógyszerek, gyógyhatású szerek) |
| -azo          | cselekvés folyamata, -ás/és            | formi (alakít, formál, képez) → formazo (megalakítás, létrehozás, képződés); lustri (fényesít) → lustrazo (fényesítés); saponi (szappanoz) → saponazo (szappanozás); koroni (koronáz) → koronazo (koronázás); dumi (butít, butul) → dumazo (butítás, butulás) |
| -eg-          | nagyító képző                          | domego (nagy ház); boyego (nagy fiú); granega (nagyon nagy); fortega (agyon erős); edegi (dokat eszik); bevegi (sokat iszik) |
| -el           | egyéb kapcsolat                        | Az -el képzőnek nincs meghatározott jelentése, olyan bizonytalan kapcsolatot jelöl az alapszóval, amely más képzővel nem fejezhető ki (ilyen formán a je elöljárószó képzői párja): flam (láng) → flamel (lidércfény); fanso (szeszély, kedv, tetszés) → fansel (csecsebecse) |
| -ema          | hajlam, hasonlóság                     | rubema (vöröses, pirosas); jalema (sárgás); edema (falánk, nagyétkű, mohó); bonema (jó természetű); karesemo (hízelgés); sonyemi (álmodozik) |
| -enda         | beálló igenév (gerundium), -andó/endő  | mendenda ([ki]javítandó); verifikenda (igazolandó); lukenda (bérbe adandó); vendenda (eladandó); videnda (megnézendő); bakenda (visszaküldendő); agenda ([meg]teendő) |
| -ensi         | kezdő ige                              | skurensi (sötétedik, sötétedni kezd); klamensi (kiáltozni kezd); plorensi (sírni kezd) |
| -enso         | l. enta + -eso                         | prudenta (óvatos) → prudenso (óvatosság) |
| -er           | foglalkozásnév                         | vender (eladó, árus); kofer (vásárló); oprer (férfi munkás); oprerin (munkásnő); teniser (férfi teniszező); tenis(er)in (női teniszező); kanter (énekes) |
| -eso          | minőség, állapot: -ság/ség             | melléknévi alaphoz járul: boneso (jóság); beleso (szépség, valami szép volta); pruden(te)so (óvatosság); albeso (fehérség); nereso (feketeség) |
| -esta         | felsőfok: leg…bb                       | belesta (legszebb); granesta (legnagyobb); bonesta (legjobb); malesta (legrosszabb) |
| -et-          | kicsinyítés                            | boyet (kisfiú, fiúcska); felet (kislány, lányka); domet (kis ház, házacska); promenet (rövid, kis séta); beveti (kortyol, röviden iszik) |
| -eyer         | l. -yer                                | |
| -eyo          | gyűjtőnév, -ság/ség                    | omeyo (emberiség); yuneyo (ifjúság, fiatalok); nobleyo (nemesség, nemesi osztály); kristeyo (kereszténység, keresztény világ); neseyo (szükséges dolgok, szükséglet, felszerelés) |
| -graf         | -gráfus                                | geograf (geográfus, földrajztudós); geografa (geográfiai, földrajzi); geografio (geográfia, földrajz); biograf (biográfus, életrajzíró); biografa (biografikus, életrajzi); biografio (biogáfia, életrajz) |
| -ia           | birtokos melléknév                     | kia (kié, kinek a[z] …ja/je, akié); nilunia (senkié, senkinek [nem] a[z] …ja/je); tosia (mindenkié, mindenkinek a[z] …ja/je); lo povia viv (a szegény [ember] élete); no prenu l’osia (ne vedd el a másét); eto shar si somia (ez biztosan valakié) |
| -ibla         | -ható/hető                             | ibla (elérhető, „birtokolható”); posibla (lehetséges, lehető); vidibla (látható); vendibla (eladó, eladható); lektibla (olvasható); noposibla (lehetetlen, nem lehetséges) |
| -id           | leszármazott                           | eraklid (héraklida, Héraklesz leszármazotta); israelid (izraelita); latinid (latin származék); latinida (a latinból származó) |
| -ie           | ok- és módhatározó                     | kie (miért, mi miatt, mi okból, amiért, amiatt); etie (ezért, emiatt, ebből az okból); nilie (semmiért [sem], semmi okból [sem]); kelie (akármiért, bármiért, akármi/bármi okból); somie (valamiért, v)alami miatt, valami okból) |
| -ifa          | -t okozó, -t meghatározó               | dormifa (altató); dormifi (elaltat); exitifa (izgató); benifa (hasznos, jótékony, jóleső); lezifa (káros, hátrányos, ártalmas); unifa (egyesítő); unifi (egyesít); komprenifi (megértet) |
| -igi          | megy / indul …ni ~ …ba ~ …hoz          | bedigi (ágyba megy); dormigi (aludni megy); fensigi (az ablakhoz megy); laborigi (dolgozni megy); promenigu! (menj sétálni!) |
| -iji          | válik vmivé, lesz vmi                  | dormiji (elalszik); oldiji (öregszik); vidibliji (láthatóvá válik); beliji (megszápül) |
| -il           | eszköznév                              | kotil (kés); kupil (olló); oril (óra <eszköz>); sidil (szék, ülőalkalmatosság); korkil ~ dikorkil (dugóhúzó); razil (borotva); nuxil (diótörő); domil (háztartási eszköz); sukril (cukorfogó); dentil (fogpiszkáló); stiril (vasaló) |
| -in2          | nőneműsítés                            | doktorin (doktornő); roin (királynő, királyné); venderin (eladónő); pinterin (festőnő); kuderin (varrónő); leonin (nőstény oroszlán); tigrin (nőstény tigris) |
| -inda / -inde | előidejű igenév                        | vidinde ([megelőzőleg] látva); ricinde ([megelőzőleg] megkapva); oldijinde ([megelőzőleg] megöregedve); oldijinda (megöregedett <mn.>) |
| -inil         | kis tartó, tok                         | sukrinil (cukortartó); salinil (sótartó, sószóró); teinil (teáskanna); kafinil (kávéskanna); pepinil (borstartó, borszóró) |
| -ingo         | gép                                    | lavingo (mosógép); plateningo (mosogatógép) |
| -io           | tudomány, művészet, kereskedelem, ipar | kemio (kémia, vegyészet); glifio (vésés, metszés); medikio (orvostudomány); geografio (geográfia, földrajz); dermologio (dermatológia, bőrgyógyászat); panio (pékség); industrio (kereskedelem) |
| -io           | összesség                              | oldio (idős emberek, öreg dolgok, antikvitások); socio (társadalom) |
| -ior          | szállító eszköz                        | peskior (halászcsónak); delior (torpedóromboló); ivior (repülőgép-hordozó); bombior (bombázó); petrolior (tankhajó, tartálygépkocsi, tartályvagon) |
| -ira          | középfok: …bb                          | altira (magasabb); granira (nagyobb); 'letira (kisebb); fortira (erősebb); klevira (okosabb); ofira (gyakoribb); ofire (gyakrabban) |
| -isi          | visszaható ige                         | mirisi (nézi magát); punisi (bünteti magát); permisi (bátorkodik, „engedélyt ad magának”); mi permisar ve disturbi (bátorkodom önöket zavarni) |
| -ismo         | tan, elmélet, -izmus                   | socalismo (szocializmus); socalist (szocialista <személy>); socialista (szocialista <mn.>); paxismo (pacifizmus); paxist (pacifista <személy>), paxista (pacifista <mn.>); idealismo (idealizmus); idealist (idealista <személy>); idealista (idealista <mn.>); komunismo (kommunizmus); komunist (kommunista <személy>); komunista (kommunista<mn.>)                                                |
| -ist          | tan / elmélet követője, -ista          | socalismo (szocializmus); socalist (szocialista <személy>); socialista (szocialista <mn.>); paxismo (pacifizmus); paxist (pacifista <személy>), paxista (pacifista <mn.>); idealismo (idealizmus); idealist (idealista <személy>); idealista (idealista <mn.>); komunismo (kommunizmus); komunist (kommunista <személy>); komunista (kommunista<mn.>)                                                |
| -it           | betegség, gyulladás                    | difterit (diftéria, torokgyík); epit (hepatitisz, májgyulladás); uremit (urémia, húgyvérűség); okit (szemgyulladás) |
| -log          | -lógus                                 | dermolog (dermatológus, bőrgyógyász), dermologa (dermatológiai, bőrgyógyász[at]i); dermologio (dermatológia, bőrgyógyászat); grafolog (grafológus); grafologa (grafológiai, grafológusi), grafologio (grafológia) |
| -ol           | fiatal állat                           | ipol (csikó); bovol (borjú) |
| -ol           | kicsinyítő képző                       | dorfol (falucska); domol (házikó); bastol (botocska, kis pálca) |
| -onda         | utóidejű igenév, -andó/endő            | pluvonda (esni készülő); venonda (eljövendő, elkövetkezendő); nel mesos venonda (az elkövetkezendő hónapokban); lo shipos departonda (a [később] érkező / érkezni készülő hajók) |
| -orio         | gyár, üzem                             | bisqilorio (kekszgyár); telorio (vászonszövő üzem); kordorio (kötélgyár); karborio (szénbánya); destliorio (lepárló, szeszfőzde) |
| -oyo          | bútor                                  | skriboyo (íróasztal, írópult); klozoyo ([zárt] szekrény); frigoyo (hűtőszekrény, jégszekrény); noxoyo (éjjeliszekrény); libroyo (könyvespolc, könyvszekrény); ludoyo (játékasztal) |
| -oza          | -ban/ben gazdag, nagyon                | rikoza (dúsgazdag); rikozo (dúsgazdagság); lumoza (ragyogó, verőfényes); lumozo (ragyogás, verőfény) |
| -uci          | kölcsönös ige                          | libuci (szeretik egymást); libucu! (szeressétek egymást!); bon boyos elpucar (a jó fiúk segítik egymást); elpuco (kölcsönös segítség) |
| -ul           | apró, nagyon kicsi                     | omnul (emberke, homonkulus); infanul (apró gyerek, csöppség); manul (apró kéz); pedul (apró láb); katul (kiscica) |
| -un2          | hímnemű személy                        | lo vunun ~ lo vunin (a sebesült férfi ~ nő); malun ~ malin (rossz férfi ~ nő); prizun ~ prizin (férfi ~ női fogoly) |
| -uyo          | tartó, tok; hely; könyv                | sigaretuyo (cigarettatárca); okiluyo (szemüvegtok); totuyo (mindenes doboz, kacattartó); garduyo (őrbódé); orduruyo (szemetes, szemétláda); adresuyo (címjegyzék); trenuyo (vasúti menetrend); oruyo (órarend); fonuyo (telefonfülke); fonadresuyo (telefonkönyv); misuyo (misekönyv) |
| -ye3          | helyhatározó eset                      | klezye (templomban, templomba); kinye (moziban, moziba); Londonye (Londonban, Londonba); Bruxelye (Brüsszelben, Brüsszelbe); skolye (isksolában, iskolába); domye (otthon, haza); toye (mindenhol, mindenütt, mindenhová); somye (valahol, valahová); nilye (sehol, sehová) |
| -yer / -eyer  | fa, (termő) növény                     | pomyer (almafa); rozyer (rózsafa); frutyer (gyümölcsfa); piceyer (őszibarackfa); pirseyer (körtefa); fragyer (földieper <növény>, szamócabokor) |
| -yes          | gyakoriság, alkalom, -szor/szer/ször   | somyes (néha); mulyes (sokszor); kanyes (hányszor, ahányszor); duyes (kétszer); ekyes (százszor); idyes (egy napon); pasidyes (az elmúlt napokban); naridyes (a következő naapokban); narmatinyes (a következő reggelek egyikén) |

1 Az -ado képző használati köre a korpusz szerinti definícióban megadottnál tágabb. Kifejezheti a főnévi alapszó jellemző használatát: kaval (ló) → kavaladi (lovagol); surcil (szemöldök) → surciladi (felhúzza a szemöldökét). Melléknévhez járulva az alapszónak megfelelő cselekvést jelöli: brava (bátor) → bravado (bátor tett) ~ braveso (bátorság, virtus). Deverbális igeképző esetén gyakran kezdőige az eredmény: rili (kapcsolatban van) → riladi (kapcsolatba kerül, hoz), ugyanakkor az igei főnéven keresztül más az eredmény: lati (hagy) → latado (hagyaték) → latadi (örökül hagy).
2 Az -an, -un képzők férfit jelentő szavakat képeznek, és a nőneműsítő -in képző előtt kiesnek, vö. még „A főnevek nőnemű alakjai” részt.
3 A -ye toldalék helynevek esetén használandó az a, in, she, ver elöljárószavak helyett, továbbá általános helymegjelöléseket képez, vö. el gar skolye (iskolába megy), de el gar al osa skol (a másik iskolába megy); domye (otthon), de nel dom (a házban).

#### Szaknyelvi és nemzetközi képzők
A neo nyelvben a szakkifejezések nemzetközi alakjának megtartása végett a produktív képzőkön kívül használhatók a szaknynelvek latin és görög eredetű előtagjai is: poli-, para-, mono-, qasi- (kvázi-), ipo- (hipo-), iper- (hiper-), homo-, infra-, extra-, tetra-, penta-, exa-, epta-, okto-, deka-, endeka-, ikosa- (ikoza-), omni-, multi- stb. Szintén előfordulhatnak a mértékegységek SI-előtagjai és rövidítéseik: deka- ~ da (×10), hekto- ~ h (×100), kilo- ~ k (×103), mega- ~ M (×106), giga- ~ G (×109), tera- ~ T (×1012), illetve deci- ~ d (×10-1), centi- ~ c (×10-2), mili- ~ m (milli-, ×10-3), mikro- ~ μ ~ u (×10-6), nano- ~ n (×10-9), piko- ~ p (×10-12). A neo nyelvben olyan kombinációk is alkalmazhatók, amelyek a nemzeti nyelvekben ritkák: hektogram (száz gramm), hektometro (száz méter).
A jellemző utóképzők is megtarthatók a nemzetközi szavakban, elsősorban az angol -ing, pl. bildi (épít) ~ bilding (építmény).

## Mondattan
A nyelvdefiníció kevés mondattani meghatározást tartalmaz. Az alábbiakban ezeken kívül a példamondatokból és példaszövegekből kiolvasható főbb sajátosságokat vázoljuk.

### Tagadás
A tagadást alapvetően a no (nem, ne) szócska fejezi ki mind mondatpartikulaként, mind módosítószóként, tehát nincs meg az angol no ~ not, illetve francia non ~ ne … pas kettőssége: Te nugar eto? – No, mi no [sar] ize arga (Ez bosszant téged? – Nem, nem vagyok/leszek könnyen haragos). A magyartól eltérően nincs külön alakja tagadószócskának a tiltó mondatokban (ne) és a létigével kombinálva (nincs, sincs): no fexu kontre destin! (ne küzdj a sors ellen); mi no ar temp atendi long (nincs időm sokáig várni). 
A no tagadószócska közvetlenül a tagadott mondatrész (főnévi, igei csoport) előtt áll: el no dormar (nem alszik); no un sol boy ([egyetlen] egy fiú sem); ma okil no sufe forta (a szemüvegem nem elég erős); vu fur mele no restande ik (jobban tennétek, ha nem maradnátok itt). A no partikula azonban nem lép be az ige és a hozzá elölről tapadó hangsúlytalan tárgyi vagy részeshatározói személyes névmás közé: no le diu rub karno (ne adj neki vörös húst); [it] no me vikar (nekem mindegy, nem fontos); et klim no me konvenar (ez nem nekem való éghajlat); mi te vidar, tu no me vidar (én látlak téged, te nem látsz engem). – A tagadott mondatrész elmaradhat a no mögül, ha az a korábbi szövegrész megismétlése: eto me plar, yeno no (ez tetszik nekem, az nem). 
A neo nyelvben nincs kettős tagadás. Amennyiben a (tag)mondatban már szerepel egy tagadó értelmű névmás, határozószó, összetételi előtag, akkor a no módosítószó már nem használható: mi vidar nilun (senkit sem látok); il ar nil informo (nincs semmilyen információja); nos [sar] ni lasa (sosem vagyunk fáradtak). A kettős tagadás állítást jelent: mi no vidar nilun (nem igaz, hogy nem látok senkit).
A magyarban a sem … sem … szerkezettel visszaadott tagadó felsorolásnak a neo nyelvben a nor … o … konstrukció felel meg, amely … nor … alakban rövidíthető: nor vidat o konat = vidat nor konat (se nem látott, se nem ismert); mi var nor le udi o vidi = mi var le vidi nor udi (nem akarom sem látni, sem hallani őt); il ar nor venat, fonat o skribat (nem jött el, nem is telefonált és nem is írt). Ha már van másként tagadott mondatrész, akkor a nor helyett csak az o kötőszó használható: il edar nor dormat plu (nem eszik és nem alszik többet) ~ il noplue edar o dormar (többé nem alszik és nem eszik).

### Kérdés
A kiegészítendő kérdést kérdőnévmás (illetve kérdő névmással minősített szerkezet) vezeti be: ki venar? (ki jön?); ko oxar? (mi történik?). A bővítményre kérdező mondatokban a fordított szórend a tipikus, azaz az alany a ragozott igealak után kerül: ke var tu? (mit akarsz?); ke par mi fi po vu? (mit tehetek értetek?); kia [sar] et lap? (kié ez a ceruza?); vo tir tu lo lapos ke mi te dir? (hova tetted a ceruzát, amelyet neked adtam?); kaore arivar nos Londonye? (mikor érkezünk Londonba?); vo shar vu kambi? (hol kell átszállnotok?); a ki skribar tu? (kinek írsz?); kan departos ar vu nok inye mes? (hány induló járat van még [ebben] a hónapban?). – Bizonyos esetekben azonban a kérdőszó a kérdezett bővítmény helyén is állhat: tu kanaja? (hány éves vagy?); de: kanaja va infan? (hány éves a gyermeketek?); kanaja sir vu dan? (hány évesek voltatok akkor?).
Az eldöntendő kérdést a fordított szórend jelzi. A fordított szórendben az alany a ragozott igealak (főige vagy segédige) után kerül, míg a többi mondatrész helye változatlan marad: me amar tu? (szeretsz engem?); te nugar eto? (ez bosszant/zavar téged?); libar vu it? (kedvelitek ezt?); sar it posibla? (lehetséges ez?); venar vu kon nos? (jöttök velünk?), par mi fi somo po vu? (tehetek valamit értetek?); ar tu suf dengo? (van elég pénzed?); no sar lo restorantos d’et qartyer tro shira? (nem túl drágák az éttermek ebben a negyedben?). – Egyes esetekben egyenes szórend is alkalmazható, amikor a kérdést írásban csak a kérdőjel, szóban pedig a (nyelvdefiníció által nem tárgyalt) intonáció jelzi: vu dicar [ke] vu [sar] sen it? (azt mondja, hogy kifogyott?). 
Az eldöntendő kérdést (az eszperantó nyelvhez hasonlóan) a cu (vajon) partikula is bevezetheti. Ebben az esetben az egyenes szórend az általánosabb: cu somun ik fransalar? (beszél itt valaki franciául?) ~ anglalar somun ik? (beszél itt valaki angolul?);  cu vera? (igaz ez?); cu [it sar] un askofermo? (vajon ez egy feltételes megálló?); cu vu spar es et tren prenar gros bagio? (tudjátok-e, hogy ez a vonat szállít-e nehéz csomagot?); cu vu no ricir na marlo-konado? (nem kaptátok meg az esküvői értesítésünket?). – A cu azonban fordított szórenddel is előfordulhat, főként valami létezésére kérdezve: cu kaze u vu un dixonar? (nincs nálatok esetleg egy szótár?); cu ye okazyonos kolgibla? (vannak ott begyűjthető alkalmi vételek?); cu ye mul jensos? (sok ember van ott?); valamint cu travelar vu noxe? (éjszaka utaztok?); cu ve disturbar mi apru / klozu lo varmazo? (zavar benneteket, ha bekapcsolom / lekapcsolom a fűtést?); cu ve oxar somo mala? (valami baj van veletek?); de: cu somo ve pungar? (valami felzaklatott benneteket?). 
A magyarban az ugye határozószóval nyomatékosított, igenlő választ váró eldöntendő kérdés esetén a neo nyelvben a főmondatot a cu no? (vagy nem?) fordulattal kell kiegészíteni: sar un tren rexa, cu no? (ez egy közvetlen vonat,  ugye?). A korpusz nem tartalmaz rá példát, de ennek analógiájára a tagadó választ váró kérdést a cu ya (vagy igen?) kiegészítés jelezheti.

### Kötőszavak

#### Mellérendelő (kapcsolatos, választó, ellentétes) kötőszavak
| Kötőszó | Jelentés                                            | Példa |
| ------- | --------------------------------------------------- | --- |
| akontre | viszont, pedig, ellenben                            | Akontre, Zurich sir kolpat pe profitprenos kombinat kon un sert ezit del investeros. (Zürichet viszont a profitkivét-megbízások sújtották a befektetők érezhető bizonytalanságával kombinálva.); Ko oxar akontre al cinika? (Mi történik ellenben a cinikussal?) |
| e       | és                                                  | Neo [sar] un linguo iza e plaza. (A neo könnyű és kellemes nyelv.); Il ju venir da London e me aportir un bel libro. (Nemrég jött meg Londonból, és hozott nekem egy szép könyvet.); Lo vir ki venir e ke tu no libar. (A férfi, aki jött és aakit nem kedvelsz.) |
| ed      | és <magánhangzóval, főként e-vel kezdődő szó előtt> | Lo 6 novem, 1817, mortir Prinsin Sharlot, sol filin del Prinsregent, ed erederin del koron d’Anglo. (1817 november 6-án meghalt Charlotte hercegnő, a régensherceg egyetlen lánya és Anglia koronájának az örököse.); Frutos e floros em, em lo folyos, lo ramos, // Ed em ma pova kor, ki batar nur po vu. (Gyümölcs, virág, lomb és ágak, ím, eléd teszem, // és szívemet is, mely téged vágy oly nagyon.) |
| mo      | de, azonban, pedig                                  | Yer fir bela, mo oje pluvar. (Tegnap szép idő volt, de ma esik.); Mi vur i l’adres de som shopos min shira – mo dok primorda. (Szeretném megkapni néhány kevésbé drága üzlet címét – azonban még első osztályúakét.); E no ne induku in tentado, mo ne fridu da mal. (És ne vígy minket a kísértésbe, de szabadíts meg a gonosztól.)                                                                         |
| o       | vagy                                                | Si o no si, em lo qestyon. (Lenni vagy nem lenni, ez itt a kérdés.); Sar it nuva o okazyona? (Ez új vagy használt?); Spero gradele riplasat pe soven, e lo k’etun adar o no a na ix dependar da lo ke na viv sir. (A reményt fokozatosan helyettesíti az emlékezés, és az, hogy ez valamit hozzáad-e vagy sem boldogságunkhoz, attól függ, hogy milyen volt az életünk.)                                     |
| …       |                                                     | |

## Az 1965-ös nyelvváltozat főbb módosításai
- A q betű alkalmazható magánhangzók előtt a ku betűkapcsolattal azonos [ku̯] ~ [kw] értékben, így kuar = qar (4).
- A c betű kiejtése a [t͡ʃ] cs mellett [t͡s] c hang is lehet. Ugyanakkor a [t͡ʃ] cs hangot jelölheti a ch digráf is.
- Hasonlóan a j betű angolos [d͡ʒ] dzs kiejtése mellett alkalmazható a franciás [ʒ] zs ejtésmód is.
- A kh betűkapcsolat (az összetételi határ kivételével) a magyar doh, pech szavakban is ejtett a [x] zöngétlen torokréshang jele, vö. lokh (tó, tengeröböl <Skóciában>)), Voskhod (Voszhod <űrhajó>).
- Az idegen vagy nemzetközi szavak főszabálytól eltérő hangsúlyozását a hangsúlyos magánhangzóra tett (tompa) ékezet vagy (véghangsúly esetén) az utána írt aposztróf is jelölheti az 1961-es szabályok szerinti néma szóvégi h helyett. Azaz a következő írásmódok ekvivalensek: papah, papà, papa’ (papa).
- A magánhangzóval kezdődő szavak előtt lerövidült lo (los) névelő, de elöljáró, valamint ke névmás és kötőszó esetén a hangkiesés jelzésére használható az aposztróf. Ebben az esetben a rövidült szócskát a követő szóval egybe kell írni. Azaz a korábbi l aventuros d Artur helyett l’aventuros d’Artur (Artúr kalandjai) is írható.
- A de elöljárószóval alkotott birtokos szerkezet mellett opcionálisan az elöl álló birtokoshoz járuló ’y (mássalhangzós szóvég és többes számú alak után ’oy) toldalékkal is kifejezhető a birtokviszony. Azaz a lo dom de ma patro mellett a ma patro’y dom (az apám háza) fordulat is használható.
- A határozott névelő és a melléknév nem egyezik számban a főnévvel: lo klezos grana (a nagy templomok).
- Lehetséges olyan szerkesztésű fordított szórend is, amikor az alany elé kiemelt tárgyat az -n (-on, -an) rag jelöli, az alany pedig követi az igét. Tehát lo fel vidir lo patro (a lány látta az apát) ~ lo patro lo fel vidir (az apát a lány látta) ~ lo patron vidir lo fel (az apát látta a lány).
- A gyűjtőszámnevek képzője nem -eyo, hanem -o.